# Équipe de Hongrie de football
Cet article traite de l'équipe masculine. Pour l'équipe féminine, voir Équipe de Hongrie féminine de football.
Vous lisez un « article de qualité » labellisé en 2015.
Maillots
L'équipe de Hongrie de football (Magyar labdarúgó-válogatott en hongrois) est l'équipe nationale qui représente la Hongrie lors des compétitions internationales masculines de football, sous l'égide de la Fédération hongroise de football. Elle consiste en une sélection des meilleurs joueurs hongrois.
Après la fondation de la Fédération hongroise en 1901, l'équipe nationale dispute la première rencontre de son histoire en 1902 face à l'Autriche. Affiliée à la FIFA à partir de 1907, la sélection hongroise dispute sa première compétition internationale lors des Jeux olympiques d'été de 1912 en finissant quart-de-finaliste. Quelques années plus tard, l'équipe hongroise se distingue en 1938, en atteignant la finale de la Coupe du monde. Dans les années 1950, le onze d'or hongrois, l'une des meilleures formations du monde, est sacré champion olympique en 1952 mais échoue lors de la Coupe du monde 1954 en s'inclinant en finale.
Le 23 octobre 1956, les chars soviétiques entrent dans Budapest pour écraser l'insurrection hongroise. De nombreux éléments du onze d'or s'exilent alors en Espagne. Malgré ces pertes, la sélection hongroise continue à signer de grands résultats : la Hongrie termine troisième de l'Euro 1964 et est sacrée championne olympique la même année, titre conservé lors des Jeux olympiques suivants.
Les années 1970 voient l'amorce d'un déclin pour la sélection hongroise. Une quatrième place à l'Euro 1972 et une médaille d'argent aux Jeux olympiques de 1972 sont les derniers grands résultats de l'équipe. Après trois présences consécutives en Coupe du monde (entre 1978 et 1986) qui s'achèvent dès le premier tour, la Hongrie quitte le haut niveau et ne participe plus durant trente ans à aucune phase finale majeure (Mondial ou Euro). La sélection fait son retour dans un grand tournoi lors du championnat d'Europe 2016.
Depuis 1953, les Hongrois disputent la plupart de leurs rencontres à domicile au Népstadion, rebaptisé en 2002 stade Ferenc-Puskás, enceinte d'une capacité de 38 652 places située à Budapest. L'Italien Marco Rossi est le sélectionneur de l'équipe depuis juin 2018. Les Hongrois ont terminé l'année 2024 au 30e rang mondial et au 17e rang européen selon le classement FIFA.

## Histoire

### Genèse de la sélection du temps de l'Autriche-Hongrie (1901-1920)
Jusqu'à la Première Guerre mondiale, le royaume de Hongrie est l'une des deux principales entités constituant l'Empire austro-hongrois. Le football apparaît dans la région à la fin du XIXe siècle et plus précisément durant les années 1890, notamment à Budapest, où sont fondés les premiers clubs du pays : le Budapest TC en 1885, le Magyar AC en 1895 et l'Újpest TE, le plus ancien encore existant aujourd'hui, en 1899. Le match de football le plus ancien ayant été rapporté oppose deux équipes du Budapest TC en 1897.
Une partie de la société hongroise, particulièrement la haute société magyare, se montre toutefois réticente au développement de ce sport « répugnant », en raison de sa nature supposée violente et très physique, voire « non civilisée ». Certains membres du conseil municipal de Budapest proposent en 1900 de bannir le football du pays, mais l'idée est rejetée et le football reste autorisé en Hongrie. Malgré ces critiques, le football devient de plus en plus populaire dans le pays, notamment dans les classes moyennes et ouvrières. Le 19 janvier 1901, douze clubs de Budapest fondent la Magyar Labdarúgók Szövetsége (MLSZ) en français : « Fédération hongroise de football ». Elle organise la première édition du championnat national, qui ne compte que des formations de la capitale.

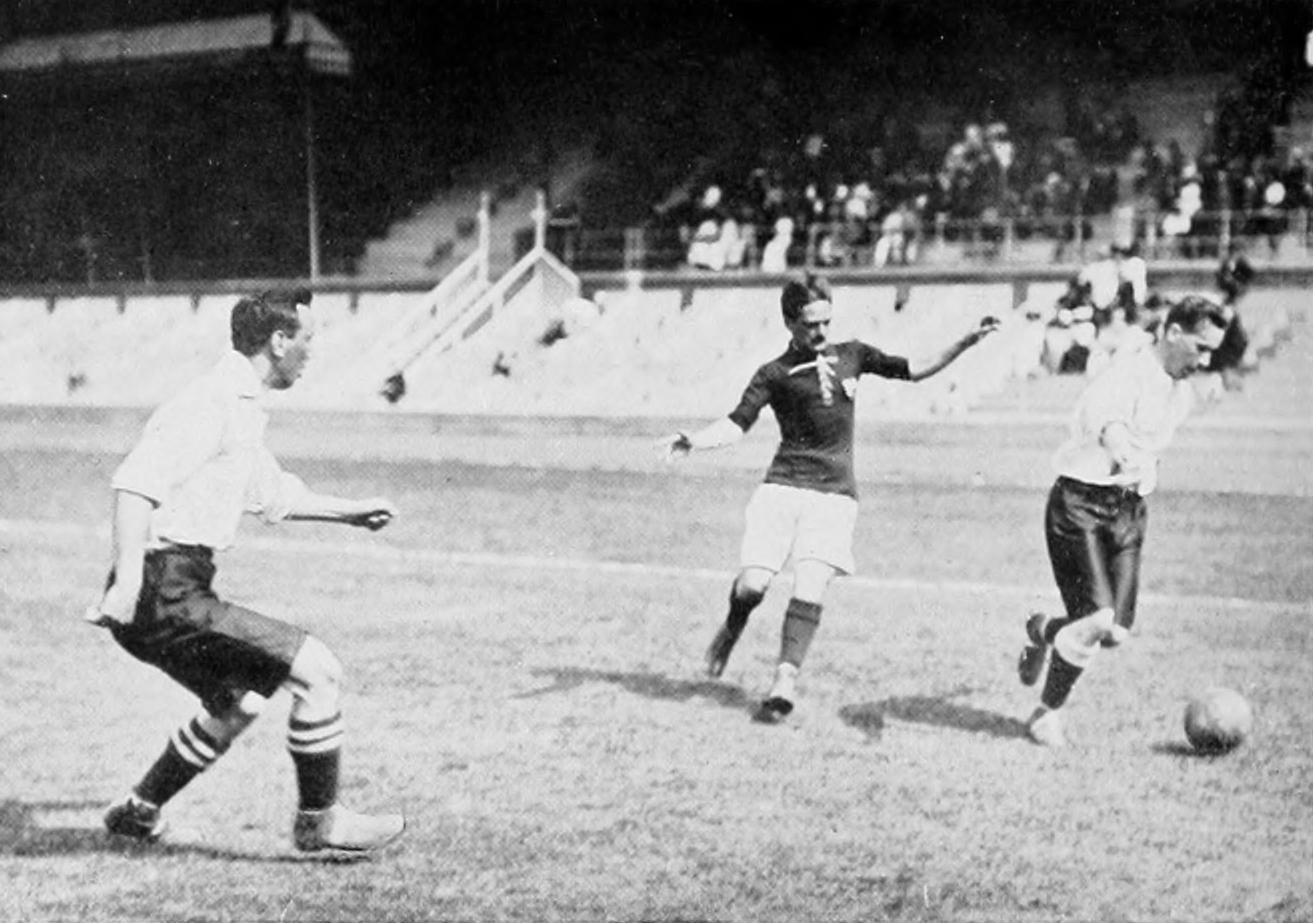
Match Grande-Bretagne-Hongrie (7-0), quart de finale des Jeux olympiques de 1912.

Le 12 octobre 1902, la fédération hongroise organise le premier match d'une sélection « nationale ». Elle concède à Vienne face à son homologue autrichienne, dont c'est également la première sortie, une défaite 5-0,. Il s'agit du premier de l'histoire opposant deux sélections européennes non britanniques,. L'année suivante, elle remporte ses premières victoires, sur la sélection de Bohême et Moravie (ancêtre de la sélection tchèque), puis sur l'Autriche.
La Hongrie se lie avec la Fédération internationale de football association (FIFA), fondée en 1904, et en devient membre en 1906 lors de son troisième congrès, organisé à Berne, ou, selon les sources, en 1907.
Durant les premières années, la Hongrie n'affronte que deux de ses voisins, l'Autriche et la Bohême-et-Moravie. La sélection magyare joue son premier match contre l'Angleterre en 1908, lors d'une tournée de la sélection britannique en Europe centrale, et subit la plus lourde défaite de son histoire (7-0),. Quelques mois plus tard, elle s'inscrit au tournoi olympique de Londres mais la fédération déclare forfait au dernier moment, officiellement pour des raisons financières mais surtout à cause des troubles politiques créés par la crise bosniaque dans l'Empire.
En janvier 1911, l'équipe hongroise se déplace pour la première fois en Europe de l'Ouest pour y affronter la France, l'Italie et la Suisse. L'année suivante, elle participe pour la première fois au tournoi olympique, organisé à Stockholm. La sélection d'Ede Herczog entame la compétition en quart de finale face au tenant du titre, la Grande-Bretagne, qui s'impose très facilement sur le score de 7-0. Lors du tournoi de repêchage, les victoires face à l'Allemagne puis l'Autriche lui permettent de se classer à la cinquième place. Imre Schlosser-Lakatos inscrit quatre des six buts de la sélection.

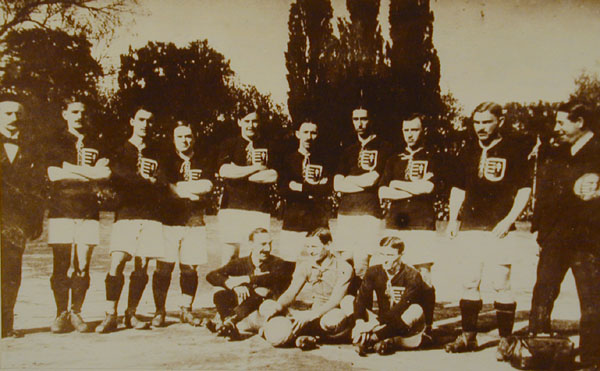
Même durant la Première Guerre mondiale, la Hongrie continue de jouer notamment contre l'Autriche.

Après les Jeux, en juillet 1912, les hommes de Herczog, menés par leurs avants Gáspár Borbás et Schlosser-Lakatos, se déplacent à Moscou pour jouer deux matchs amicaux face à la Russie impériale, qu'ils battent facilement (9-0 et 12-0). Ce deuxième succès reste le plus large de l'histoire de la sélection. À l'aube de la Première Guerre mondiale, en mai 1914, la sélection hongroise s'impose facilement à Budapest contre la France sur le score de cinq buts à un. Durant le conflit et juste après, la Hongrie n'affronte pratiquement plus que son allié au sein de l'Empire austro-hongrois : en effet, entre octobre 1914 et mai 1920, vingt-deux des vingt-trois matchs amicaux qu'elle dispute le sont contre l'Autriche.

### Premiers résultats marquants (1920-1939)

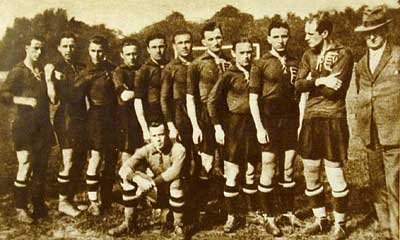
L'équipe de Hongrie en 1924.

Après la Première Guerre mondiale, l'Allemagne, l'Autriche et la Hongrie, vaincues et considérées comme les responsables du conflit par les Alliés, sont boycottées par les nations dominantes du football mondial, la Grande-Bretagne en tête. Les Anglais obtiennent que les sélections ayant joué contre un de ces trois pays, comme la Suisse, soient exclues du tournoi de football des Jeux olympiques de 1920 à Anvers. La Hongrie s'ouvre cependant à de nouveaux adversaires, issus de pays n'ayant pas participé directement au conflit, comme la Pologne en 1921 ou la Finlande en 1922. En 1923, la Hongrie est intégrée à la Société des Nations, signe de la normalisation de ses relations diplomatiques.

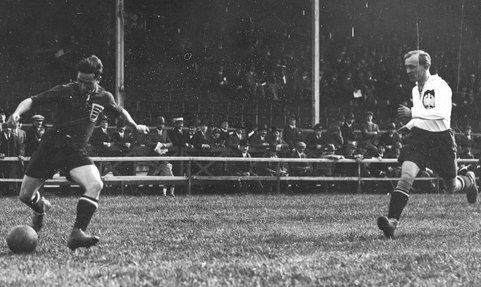
Scène du match entre la Pologne et la Hongrie, comptant pour le premier tour des Jeux olympiques de 1924.

Dans la foulée, la FIFA, que les Anglais ont quitté, invite la Hongrie et l'Autriche aux Jeux olympiques de 1924 à Paris. Ce tournoi est le premier à rassembler des sélections non européennes, et les formations de ces deux pays figurent alors parmi les meilleures en Europe. Sous les ordres de Gyula Kiss, la sélection est l'une des favorites attendues à Paris. Elle écarte facilement la Pologne au premier tour mais s'incline dès les huitièmes de finale face à l'Égypte, sur le score de trois buts à zéro,.
En 1927, les Hongrois participent à l'édition inaugurale de la Coupe internationale européenne, qui rassemble plusieurs sélections d'Europe centrale. Ils terminent la compétition, disputée sur deux ans et demi, à la quatrième place. En parallèle, la Hongrie multiplie les matchs amicaux, comme celui contre la France en juin 1927 qui se termine par une victoire 13 à 1 des Magyars. Alors qu'un championnat professionnel a été lancé en Hongrie, le pays décline l'invitation à participer aux Jeux de 1928, réservés aux footballeurs amateurs. Elle imite en cela ses voisins autrichiens et tchécoslovaques. Lors de l'édition suivante de la Coupe internationale, entre 1931 et 1932, la Hongrie réalise un résultat honorable, en terminant troisième sur les cinq nations engagées.
Devant le succès des tournois de football olympiques et le développement du professionnalisme à travers le monde, la FIFA annonce en 1928 l'organisation d'une Coupe du monde ouverte aux professionnels. La Hongrie, à l'instar d'autres pays européens et de l'Uruguay, qui s'apprête à fêter le centenaire de son indépendance et dont la sélection est double championne olympique en titre, dépose alors sa candidature pour accueillir le tournoi, prévu en 1930. L'engagement des Uruguayens à payer le voyage et l'hôtel aux équipes participantes, et à construire un nouveau stade, leur vaut, dans le contexte économique incertain de l'époque, d'être finalement choisis par la FIFA. En réaction, la Fédération hongroise, tout comme les autres nations candidates à l'organisation, n'envoie aucune délégation à cette première édition de la Coupe du monde, qui remporte malgré tout un franc succès populaire.
En 1932, l'organisation d'une deuxième édition de la Coupe du monde est annoncée et promise à un pays européen. La Hongrie se montre à nouveau intéressée, mais face aux difficultés financières croissantes liées à la crise économique de 1929 elle renonce à déposer sa candidature. C'est l'Italie qui obtient l'organisation de l'événement. En mars et avril 1934, l'équipe d'Ödön Nádas domine sans mal la Bulgarie lors des éliminatoires et n'a même pas à affronter l'Autriche, son deuxième adversaire, pour composter son ticket pour l'Italie. En phase finale, elle figure parmi les huit têtes de série désignées. Les Hongrois se préparent idéalement en battant pour la première fois l'Angleterre à Budapest (2-1),. En huitième de finale, au stade Giorgio-Ascarelli de Naples, la sélection hongroise domine l'Égypte (4-2), mais elle s'incline dès le match suivant en quart de finale contre la Wunderteam autrichienne (1-2), après l'expulsion d'Imre Markos à l'heure de jeu.

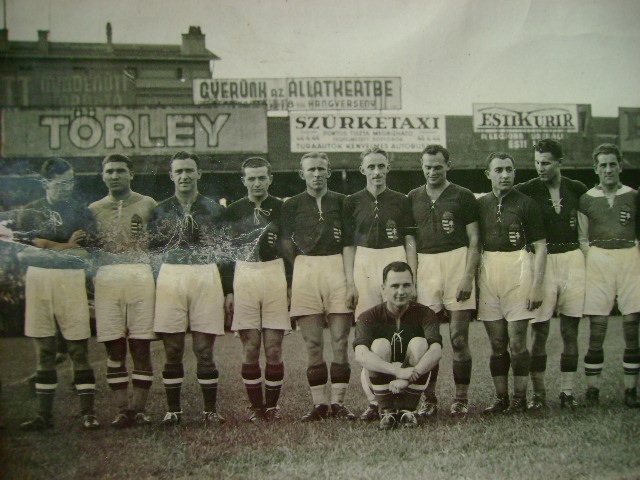
La sélection hongroise lors d'un match de la Coupe internationale, entre 1936 et 1938.

La Hongrie participe à la même période à la troisième édition de la Coupe internationale, dont elle termine à la 3e place derrière l'Italie, championne du monde, et l'Autriche. Malgré le statut professionnel de ses meilleurs joueurs, le pays envoie une équipe au tournoi olympique de 1936 de Berlin, pas reconnue comme A par la fédération hongroise. Sans joueur majeur, la sélection olympique de Zoltán Opata concède la défaite face à la Pologne dès le premier tour (huitièmes de finale). La quatrième édition de la Coupe internationale est arrêté à la suite de l'Anschluss (invasion de l'Autriche, l'un des participants). Au moment de l'arrêt du tournoi, la Hongrie pointait en tête, mais elle avait joué trois matchs de plus que l'Italie qui était deuxième au classement.
La Hongrie se consacre ensuite à la préparation de la Coupe du monde de 1938, organisée par la France. Les éliminatoires se résument pour la Hongrie à un match unique, joué en mars 1938 à Budapest contre l'équipe de Grèce. Une victoire facile sur le score de onze buts à un, qualifie les partenaires de Gyula Zsengellér, auteur de six des onze buts de son équipe. La sélection d'Alfréd Schaffer et de Károly Dietz entame le tournoi à Reims face aux Indes orientales néerlandaises, considérée comme une des « attractions de la Coupe du monde » car elle est la première équipe asiatique à y participer. Les Hongrois s'imposent aisément (6-0), puis écartent la Suisse en quart de finale (2-0), faisant ainsi mieux que lors du mondial précédent. En demi-finale, les Hongrois surclassent la Suède, qui avait pourtant ouvert le score sur sa première occasion (5-1). Zsengellér est l'auteur de deux nouveaux buts.

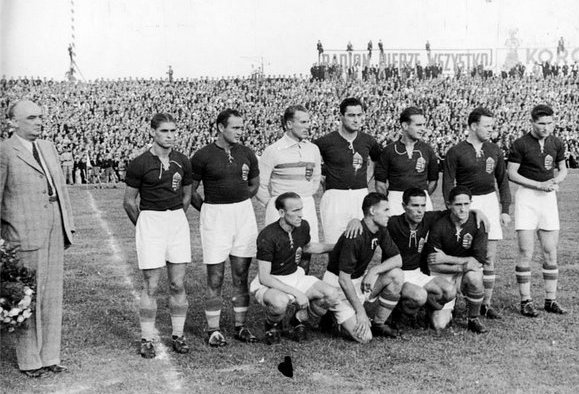
L'équipe de Hongrie en 1939 lors du dernier match de la Pologne avant son invasion par le troisième Reich et le début de la Seconde Guerre mondiale.

La finale est jouée contre le tenant du titre, l'Italie, dirigée par le technicien turinois Vittorio Pozzo. Les Magyars font bonne figure mais doivent s'incliner, sur deux doublés des avants Gino Colaussi et Silvio Piola, pour un score final de quatre buts à deux. La légende veut que la Hongrie ait laissé la Squadra Azzurra s'imposer, après les menaces de sanction du leader fasciste italien, Benito Mussolini, à ses joueurs, en cas de défaite :

« On a pris quatre buts, mais au moins on leur a sauvé la vie »

— Antal Szabó (gardien de la Hongrie), à l'issue de la finale perdue face à l'Italie (2-4),
Sárosi et Zsengellér, auteurs chacun de cinq buts durant le tournoi, terminent à la deuxième place du classement des buteurs, derrière le Brésilien Leônidas.
La Hongrie joue en début d'année 1939 une série de rencontres en Europe de l'Ouest, affrontant successivement les Pays-Bas, la France, l'Irlande et la Suisse. Une nouvelle confrontation face aux doubles champions du monde a lieu en juin, avec une fois encore un succès italien (1-3). Le déclenchement de la Seconde Guerre mondiale ralentit à peine l'activité de la sélection, qui poursuit ses rencontres face à des nations des forces de l'Axe (Allemagne, Italie, Roumanie, Bulgarie et Yougoslavie), des nations alliées (Finlande), soumises (Croatie) ou neutres (Suisse et Suède), et ce jusqu'en novembre 1943.

### La génération du «Onze d'Or hongrois» (1950-1956)
Dès le lendemain de la Seconde Guerre mondiale, la sélection hongroise retrouve les terrains. Tandis que le pays est progressivement rattaché à la zone d'influence de l'Union soviétique, l'équipe nationale est invitée à jouer la Coupe des Balkans en 1947 et 1948. Elle remporte le premier de ces deux tournois, devant la Yougoslavie, tandis que le deuxième est interrompu alors qu'elle en occupe la tête. La Coupe internationale renaît également de ses cendres en 1948, mettant toujours aux prises les cinq mêmes sélections qu'avant la guerre.
En 1949, alors qu'est proclamée la République populaire de Hongrie, la sélection est confiée à Gusztáv Sebes, un communiste convaincu. Kispest, un ancien club de la capitale, est repris par l'armée, qui le rebaptise « Budapest Honvéd », et fait en sorte d'y attirer les meilleurs joueurs du pays : Ferenc Puskás et József Bozsik sont rejoints dès 1950 par Sándor Kocsis, Gyula Lóránt et le gardien de but Gyula Grosics, imités par László Budai en 1951 et Zoltán Czibor en 1953. Son principal concurrent est l'ex-MTK Budapest, repris pour sa part par l'ÁVH, la police politique du Parti communiste hongrois, où évoluent notamment Nándor Hidegkuti, Mihály Lantos, József Zakariás et Péter Palotás. En s'appuyant sur cette génération de joueurs talentueux, rassemblés au quotidien dans seulement deux clubs, Sebes va constituer l'une des plus grandes équipes de l'histoire du football. Cette équipe est cependant privée de la possibilité de disputer la Coupe du monde 1950, car les pays du Bloc de l'Est refusent d'inscrire leur sélection aux tours préliminaires pour des raisons politiques. Après le 14 mai 1950 et une défaite 5-3 en amical face à l'Autriche, l'équipe de Hongrie ne perd plus aucun match pendant les quatre années suivantes et fait la fierté du pays qui la surnomme Aranycsapat (littéralement « l'Équipe d'Or » en hongrois).
Le monde découvre cette équipe aux Jeux olympiques d'Helsinki en 1952, où la Hongrie, désormais communiste, envoie sa sélection A : les clubs hongrois étant soutenus par des organisations d'état, les joueurs sont assimilés à des fonctionnaires et peuvent ainsi contourner les statuts olympiques interdisant le tournoi aux joueurs professionnels. Elle remporte la médaille d'or au terme d'un parcours sans faute qui l'a vue éliminer la Roumanie (2-1), l'Italie (3-0), la Turquie (7-1), la Suède (6-0) et enfin battre en finale la Yougoslavie (2-0),,. Cette victoire permet de donner une meilleure image du régime communiste, dans le contexte politique de la guerre froide. On verra ainsi Ferenc Puskás expliquer dans un journal français que l'excellence hongroise lors de cette période pouvait être expliquée « par la réforme qu'avait connue le football magyar en 1949 quand, comme l'économie, les sociétés sportives avaient été nationalisées ». France Football fait en tout cas l'éloge de ce dernier, à la fois capitaine et buteur, considéré comme « l'un des meilleurs footballeurs au monde » par l'hebdomadaire, qui met en avant ses capacités exceptionnelles de dribbleur. Si Puskás loue le régime communiste hongrois, son coéquipier Gyula Grosics déclare au contraire, que les « victoires hongroises ne pouvaient pas être attribuées aux idéologies politiques », mais que les politiciens ont su « exploiter le succès du football pour eux-mêmes ». L'année suivante, la Hongrie remporte pour la première fois la Coupe internationale, commencée en 1948, devant la Tchécoslovaquie et l'Autriche.

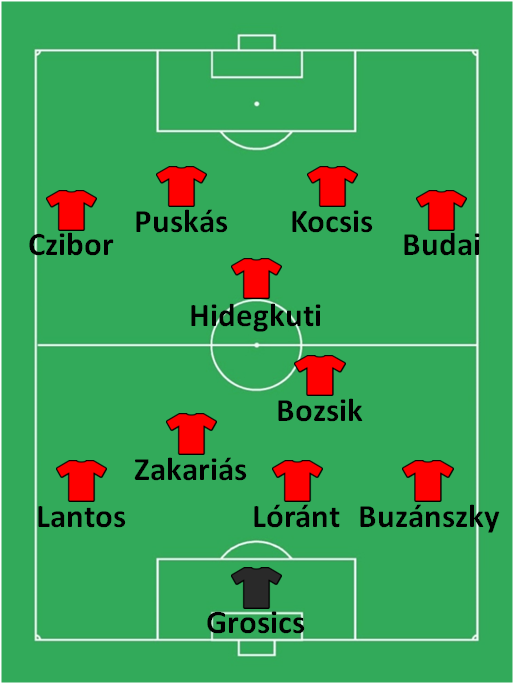
Le « Onze d'Or » de Gusztáv Sebes lors du match Angleterre-Hongrie de 1953.

Le 25 novembre 1953, la Hongrie réalise son exploit le plus retentissant face à l'Angleterre au stade de Wembley pour une rencontre amicale. L'équipe anglaise, invaincue sur son sol contre une équipe du continent, est dépassée par les qualités techniques des joueurs hongrois et la vitesse de leur jeu. Tactiquement, l'organisation en « WM » des Anglais, utilisée depuis les années 1920, se montre obsolète face au 4-2-4 des Hongrois qui inverse complètement les fonctions de l'avant centre et des deux inters. Ces derniers montent sur le front de l'attaque tandis que l'avant centre passe en position reculée derrière les quatre avants. La manière de défendre est redéfinie, collectivement, au moyen d'un marquage de zone et avec le recul d'un demi dans la ligne d'arrières en situation défensive,,. La Hongrie l'emporte sur le score de 6-3. Cette rencontre est considérée comme un tournant de l'histoire du football, et est qualifiée par la presse britannique de « match of the century » en français : « match du siècle ». Le 23 mai 1954, les deux équipes se rencontrent à nouveau, en Hongrie cette fois-ci, au Népstadion, inauguré un an plus tôt. Devant 92 000 spectateurs, la Hongrie surpasse une nouvelle fois son homologue anglais en s'imposant sept buts à un, avec un triplé de Nándor Hidegkuti, un doublé de Ferenc Puskás et un but de Sándor Kocsis.
La Hongrie, invaincue depuis quatre ans, est la grande favorite de la Coupe du monde de 1954 en Suisse. Elle remporte d'ailleurs très largement ses deux premiers matchs, contre la Corée du Sud, battue 9-0, et l'Allemagne de l'Ouest, battue 8-3.
Privée de sa vedette Ferenc Puskás, blessé à la cheville contre l'Allemagne, et faisant face à des adversaires particulièrement rugueux, l'équipe hongroise connait ensuite plus de difficultés. En quart de finale, les Hongrois parviennent à éliminer le Brésil (4-2). Le match est si violent qu'il est rapidement surnommé « Bataille de Berne »,. Plusieurs membres de chaque équipe sont blessés, dont l'entraîneur Gusztáv Sebes. Les Hongrois affrontent ensuite l'Uruguay, tenant du titre, pour un match prévu comme « intense et spécial », du fait de la force des deux formations. Si la Hongrie prend rapidement les devants et mène 2-0 après 47 minutes de jeu, les Uruguayens recollent au score en fin de match et arrachent les prolongations. Un doublé de Sándor Kocsis en prolongation permet aux Magyars de prendre un avantage décisif. Cette victoire face à la Celeste est historique puisque l'Uruguay n'avait encore jamais perdu un match lors d'un tournoi mondial.

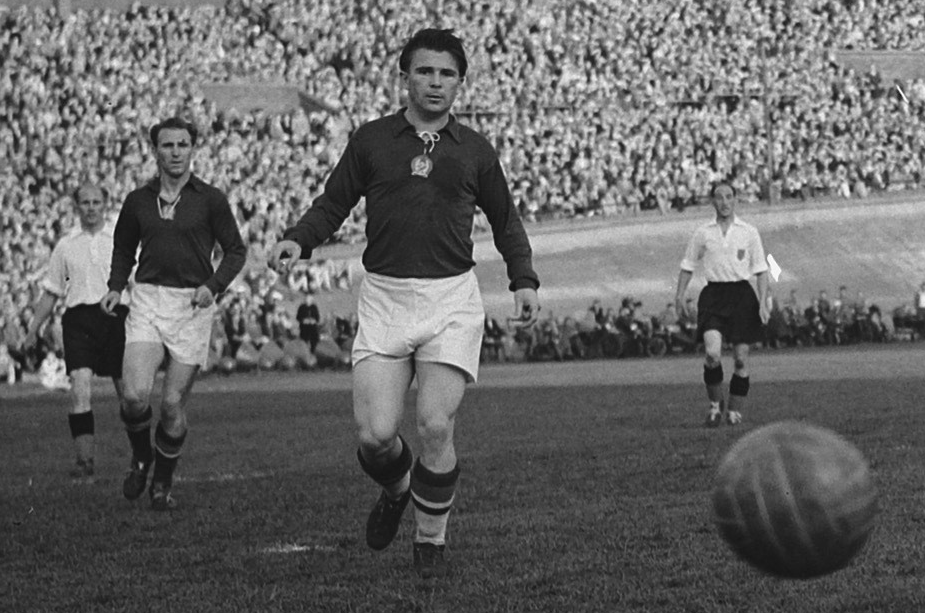
Nándor Hidegkuti et Ferenc Puskás, deux éléments majeurs de « l'équipe d'Or » de Hongrie, ici avec la sélection de Budapest en 1954.

Le 4 juillet 1954 au Wankdorf à Berne, la Hongrie, qui peut compter sur le retour de Puskás, retrouve l'Allemagne de l'Ouest en finale. La rencontre démarre bien pour les Hongrois qui mènent 2-0 après huit minutes de jeu. Mais les Allemands reviennent vite au score grâce à Morlock et Rahn, qui égalise à la 18e minute. Le match s'enlise sur un terrain rendu boueux par la pluie, qui avantage grandement des Allemands mieux préparés et équipés, notamment avec les chaussures à crampons amovibles conçues par Adi Dassler, bien plus légères que celles des Hongrois. À sept minutes de la fin, Rahn profite d'une faute de main du gardien hongrois Gyula Grosics et déclenche une frappe qui scelle la victoire de la RFA (3-2). Dans les derniers instants du match, Ferenc Puskás croit égaliser mais l'arbitre refuse son but pour un hors-jeu contesté. C'est la première défaite de l'équipe d'or depuis 31 matchs et quatre ans. En octobre 2010, une enquête allemande révèle que les joueurs ouest-allemands avaient pris de la Pervitine, un psychostimulant alors connue sous le nom de « drogue du soldat »,. Peu après la Coupe du monde, certains joueurs allemands attrapent la jaunisse. Mince consolation, Sándor Kocsis termine meilleur buteur du tournoi avec onze buts, un record.
En dépit de ce drame sportif, l'équipe hongroise retrouve de sa superbe et aligne une nouvelle série de dix-huit matchs sans défaite, dont une victoire en Union soviétique. En 1956, elle s'incline pourtant en Turquie. Peu après, une nouvelle défaite contre la Belgique entraîne le limogeage du sélectionneur « mythique » de cette période, Gusztáv Sebes.
L'histoire de cette équipe hongroise de légende prend fin le 23 octobre 1956, quand les chars russes entrent à Budapest pour écraser l'insurrection hongroise. À ce moment, la plupart des internationaux hongrois sont en déplacement pour un match de Coupe d'Europe avec le Budapest Honvéd. Les joueurs et leur entraîneur Béla Guttmann décident de ne pas rentrer et organisent une tournée mondiale. À leur retour en Europe, Puskás, Czibor et Kocsis choisissent de ne pas retourner en Hongrie. Suspendus par la FIFA à la demande de la fédération hongroise, ils signeront en 1958 au Real Madrid pour le premier, et au FC Barcelone pour les deux autres, et ne joueront plus jamais pour la Hongrie.

### Reconstruction et bons résultats (1956-1972)
Pour la Coupe du monde de 1958 en Suède, la Hongrie peut encore compter sur Hidegkuti, Bozsik et Grosics. Elle est tenue en échec par le pays de Galles (1-1) puis s'incline (2-1) devant la Suède, sélection-hôte. Sa large victoire contre le Mexique (4-0) lui permet de rejoindre le pays de Galles au classement. Les deux équipes sont à égalité de points alors qu'il n'y a qu'une seule place qualificative. La meilleure moyenne de buts des Hongrois ne profite pas à ceux-ci car dans ce cas de figure précis le critère des buts est ignoré et un match d'appui entre les deux formations doit donc être joué, conformément au règlement. Dans un stade désert, du fait du boycott des spectateurs choqués par l'exécution de l'ancien premier ministre hongrois Imre Nagy, opposant au régime communiste, les Gallois créent la surprise en l'emportant face au dernier finaliste (2-1).
Après l'échec au mondial suédois, la sélection hongroise prend part à la première « Coupe d'Europe des nations », organisée par la toute nouvelle UEFA. Les Hongrois ouvrent la compétition le 28 septembre 1958 face à l'Union soviétique. Il s'agit du premier match à enjeu opposant la Hongrie à l'Union soviétique, qui a fait écraser l'insurrection de Budapest deux ans plus tôt. Au stade Lénine de Moscou, ils s'inclinent lors du match aller de leur huitième de finale (3-1). Au retour, les Soviétiques, futurs vainqueurs de l'épreuve, l'emportent encore (1-0). En 1959, après trois ans de pause, la Hongrie achève la dernière édition de la Coupe internationale à la deuxième place, un point derrière la Tchécoslovaquie ; Lajos Tichy termine meilleur buteur du tournoi.
À la suite de l'éparpillement de son « Équipe d'Or » et de ces derniers échecs sportifs, la Hongrie parvient à reconstruire une sélection compétitive autour de l'attaquant Flórián Albert, qui fait ses débuts en sélection en juin 1959. Bien que n'étant plus considérée comme l'une des meilleures équipes du monde, la sélection hongroise obtient toutefois des résultats intéressants pendant les années 1960. Officiellement, ce n'est plus la sélection dite « A » qui participe aux Jeux, mais bien la sélection « olympique» car la FIFA ne considère plus les matchs des Jeux olympiques après 1960 comme des matchs de la sélection A. C'est avec une équipe largement renouvelée que la Hongrie aborde les Jeux olympiques de Rome en 1960.
Après avoir survolé son groupe au premier tour (2-1 contre l'Inde, 6-2 contre le Pérou, 7-0 contre la France), la Hongrie s'incline en demi-finale face au Danemark (2-0). Menée par Flórián Albert, âgé de seulement 18 ans, la sélection décroche la médaille de bronze en battant l'Italie en petite finale,.

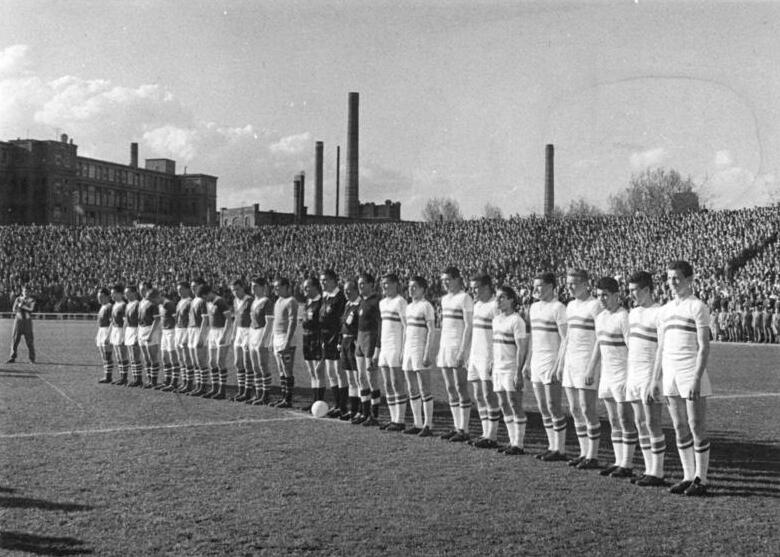
En 1961, la Hongrie affronte l'Allemagne de l'Est, en préparation à la Coupe du monde 1962.

Lors de la Coupe du monde 1962 au Chili, l'effectif de la Hongrie ne compte plus que le gardien de but Gyula Grosics comme témoin de l'épopée de 1954. Au premier tour, la Hongrie affronte d'abord l'Angleterre. Elle mène rapidement au score, mais les Anglais égalisent après une heure d'efforts, sur penalty. En fin de partie, Flórián Albert marque et fait gagner les siens. La Hongrie surclasse ensuite la Bulgarie, néophyte dans la compétition (6-0), après avoir marqué quatre buts lors des douze premières minutes. N'ayant besoin que d'un match nul face à l'Argentine, une des meilleures formations d'Amérique du Sud, pour se qualifier, l'entraîneur Lajos Baróti fait tourner son effectif et obtient le point qu'il recherchait.
Malgré ces bons résultats, le parcours des Hongrois s'arrête en quarts de finale contre la Tchécoslovaquie, vainqueur un but à zéro grâce aux nombreux arrêts de son gardien de but Viliam Schrojf. Albert est désigné « Meilleur jeune joueur » du tournoi, succédant au palmarès au Brésilien Pelé.
Malgré ses débuts chaotiques, une deuxième édition de la « Coupe d'Europe des nations » est lancée sur le même modèle, et le nombre de participants est cette fois bien plus élevé. La sélection hongroise se défait du pays de Galles au tour préliminaire, puis de l'Allemagne de l'Est en huitième de finale après deux confrontations accrochées, avant d'éliminer la France en quart de finale, grâce notamment à une nette victoire à Colombes où les buteurs sont Albert et Tichy, auteur d'un doublé (3-1). La Hongrie se retrouve ainsi en Espagne pour le tournoi final. Opposés en demi-finale à l'équipe locale, les Hongrois égalisent à cinq minutes de la fin du temps réglementaire ; l'Espagne l'emporte toutefois en prolongation. La Hongrie doit se contenter d'une petite finale contre le Danemark. Les deux équipes n'arrivent pas à se départager pendant le temps réglementaire (1-1) ; en prolongation, un doublé de Dezső Novák offre la troisième place continentale à la Hongrie. Novák, Ferenc Bene, auteur de deux buts en phase finale, et Flórián Albert, omniprésent dans le jeu hongrois, figurent dans l'équipe-type du tournoi.
Quelques mois après le championnat d'Europe, la Hongrie participe aux Jeux olympiques de Tokyo, où, comme les autres pays de l'Est, elle envoie ses meilleurs joueurs n'ayant pas disputé la dernière Coupe du monde, à l'image de Dezső Novák et Ferenc Bene qui sont les piliers de cette sélection olympique. La Corée du Nord, initialement dans le groupe de la Hongrie, est disqualifiée pour avoir pris part aux Jeux des nouvelles forces émergentes, interdits par le Comité international olympique. Opposés à la modeste sélection marocaine pour le premier match de leur groupe, les Hongrois s'imposent aisément six buts à zéro, tous inscrits par Bene. La Yougoslavie bat à son tour le Maroc, et comme les deux premiers de chaque groupe sont qualifiés, Hongrois et Yougoslaves se disputent en dernière journée un match sans enjeu au cours duquel ils offrent un grand spectacle, ponctué par onze buts (6-5) dont quatre pour le seul Tibor Csernai. En quart de finale, les Hongrois éliminent la Roumanie (2-1) puis écartent la République arabe unie en demi-finale sur le score de 6-0, avec notamment un quadruplé de Bene. En finale, au stade olympique de Tokyo, devant 65 610 spectateurs, la Hongrie s'impose face à la Tchécoslovaquie au terme d'une finale olympique d'un niveau de jeu « plutôt médiocre », grâce à un nouveau but de Bene et un but contre son camp de Vladimir Weiss (2-1),. La Hongrie remporte pour la deuxième fois de son histoire la médaille d'or aux Jeux olympiques. Avec douze buts en cinq matchs, Bene termine meilleur buteur de la compétition.
Portée par ce succès aux Jeux et par une génération prometteuse, la Hongrie domine facilement son groupe de qualification à la Coupe du monde 1966 face à l'Allemagne de l'Est et l'Autriche. En phase finale, elle affronte dans le groupe 3 le Portugal d'Eusébio, récipiendaire du dernier Ballon d'or, le Brésil, double champion du monde en titre, et la Bulgarie,. Pour son entrée en lice à Old Trafford, la Hongrie s'incline face au Portugal trois buts à un. La Hongrie affronte ensuite le Brésil, invaincu en Coupe du monde depuis le quart de finale de 1954 perdu face à la Hongrie. Portés par un Albert au sommet de son art, et face à une équipe privée de son maître à jouer Pelé, blessé, les Magyars l'emportent trois buts à un après un match remarquable,. N'ayant besoin que d'un nul face à la Bulgarie pour poursuivre la compétition, les Hongrois, pourtant menés au score pendant une demi-heure, s'imposent sans forcer (3-1). En quart de finale, la Hongrie rencontre l'Union soviétique. Albert et Bene, les deux meilleurs attaquants hongrois, sont marqués de près. Profitant de deux erreurs du gardien hongrois József Gelei, les Soviétiques marquent au début de chaque période, tandis que leur fameux gardien de but Lev Yachine, malgré ses 37 ans, arrête les nombreux tirs hongrois, permettant aux siens de s'imposer deux buts à un.
Lors des éliminatoires du Championnat d'Europe 1968, la Hongrie remporte son groupe préliminaire en devançant l'Allemagne de l'Est, les Pays-Bas et le Danemark. La Hongrie échoue en quarts de finale, une nouvelle fois éliminée par l'URSS, malgré une victoire 2-0 à Budapest à l'aller.
Quelques mois après l'échec de l'Euro 1968, la Hongrie défend sa médaille d'or olympique aux Jeux de Mexico. Si le groupe ne comprend aucun joueur de la dernière Coupe du monde, le défenseur Dezső Novák et le milieu de terrain Lajos Szűcs renforcent la sélection. Elle domine facilement le Salvador (4-0), est accrochée par le Ghana (2-2) mais passe le premier tour en écartant Israël (2-0). En quart de finale elle bat le Guatemala (1-0) puis le Japon en demi-finale (5-0), avant de triompher en finale de la Bulgarie (4-1) lors d'un match mouvementé, marqué par plusieurs expulsions du côté bulgare. La Hongrie remporte son troisième titre olympique de football (1952, 1964, 1968). C'est le seul pays à avoir réalisé cette performance. Novák devient le premier footballeur à avoir remporté trois médailles olympiques (l'or en 1964 et 1968, le bronze en 1960), un exploit resté inégalé depuis.
En juin 1969, la sélection connaît un coup dur avec la grave blessure de Flórián Albert lors d'un match qualificatif pour la Coupe du monde 1970 face au Danemark. Privés de leur meneur, qui ne portera plus le maillot de la sélection pendant deux ans, mais avec un Ferenc Bene étincelant, les Hongrois terminent leur groupe éliminatoire en tête à égalité de points avec la Tchécoslovaquie. Le critère de la différence de buts, favorable aux Hongrois, n'étant malheureusement pour eux pas pris en compte (il le sera pourtant en phase finale), un match d'appui est nécessaire. Il est disputé en décembre sur terrain neutre à Marseille. Dominateurs en première période, les Hongrois manquent de réalisme face aux Tchécoslovaques et s'inclinent finalement quatre buts à un,. Pour la première fois, la Hongrie ne parvient pas à se qualifier pour une phase finale de Coupe du monde.
La Hongrie se rattrape en se qualifiant pour la phase finale du Championnat d'Europe de 1972. Après avoir dominé la France (battue une nouvelle fois à Colombes), la Bulgarie et la Norvège en poule préliminaire, elle affronte en quart de finale l'équipe de Roumanie. Après deux matchs nuls (1-1 à Budapest puis 2-2 à Bucarest), un match d'appui est organisé à Belgrade, que la Hongrie remporte dans les derniers instants (2-1). En Belgique lors du tournoi final, elle retrouve en demi-finale l'URSS qui l'emporte 1-0 sur un but chanceux, Sándor Zámbó voyant quant à lui son penalty arrêté par le gardien soviétique Rudakov à cinq minutes du terme. La Hongrie se classe quatrième de cette édition, en perdant la petite finale contre la Belgique à qui ses défenseurs offrent les deux buts (1-2). Albert, qui a fait son retour en équipe nationale peu avant la compétition, n'est plus que l'ombre du joueur qu'il fut. Il ne sera plus sélectionné qu'une fois en 1974, lors d'un match jubilé.

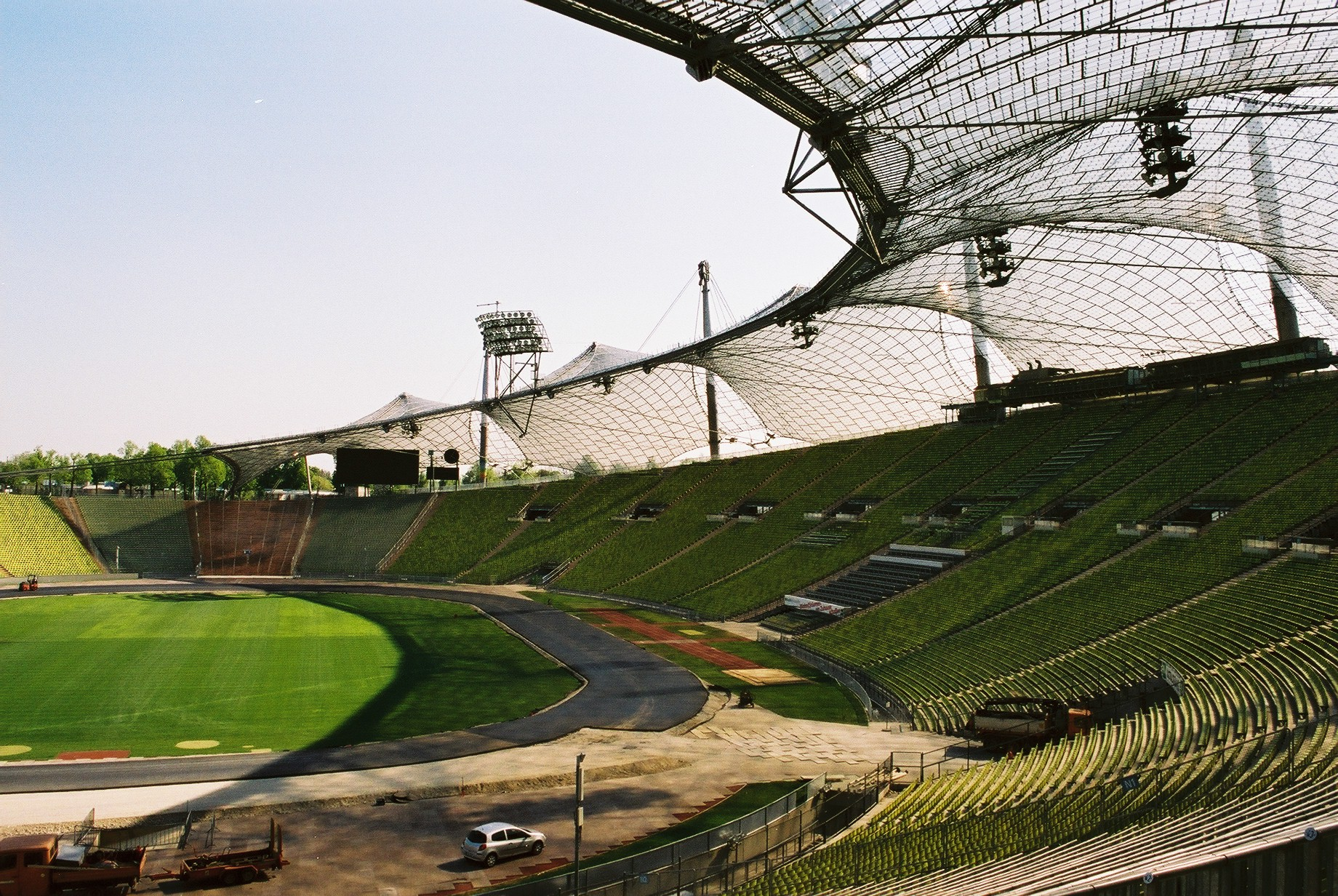
C'est au stade olympique de Munich que la Hongrie est battue en finale des Jeux olympiques de 1972 contre la Pologne.

Les Hongrois se présentent aux Jeux olympiques de Munich qualifiés d'office en tant que tenants du titre. Invaincus aux Jeux Olympiques depuis 1960, ils font partie des favoris. Au premier tour, la Hongrie domine dans son groupe l'Iran (5-0) puis partage les points avec le Brésil (2-2) avant de valider sa qualification avec une victoire contre le Danemark (2-0). Au second tour, l'équipe hongroise olympique remporte sa poule en gagnant ses trois matchs contre l'Allemagne de l'Est (2-0), l'Allemagne de l'Ouest (4-1) et le Mexique (2-0) et accède ainsi à la finale où elle rencontre la Pologne. Les Hongrois manquent de remporter leur quatrième médaille d'or : malgré l'ouverture du score de Béla Várady, le Polonais Deyna réalise un doublé, offrant la victoire aux siens. Doubles tenants du titre et invaincus dans la compétition depuis 1960, les Hongrois s'inclinent donc en finale, remportant une médaille d'argent.

### Un déclin progressif (1973-1986)
Avec le retrait de la génération quart-de-finaliste de 1966, les années 1970 voient la Hongrie perdre progressivement son statut d'équipe majeure en étant moins en réussite, malgré la qualité de son football. La sélection manque ainsi de peu la qualification à la Coupe du monde de 1974 dans un groupe très disputé. Elle est devancée à la différence de buts par la Suède et l'Autriche et est éliminée en étant invaincue. Dans la course à l'Euro 1976, elle s'incline deux fois face au pays de Galles et lui laisse la première place qualificative du groupe, la Hongrie devant se contenter de la deuxième place. La sélection olympique, qui reste sur trois finales d'affilée, connait une plus grande désillusion encore, car elle est éliminée au tout premier tour des qualifications aux Jeux olympiques de 1976 par la Bulgarie.

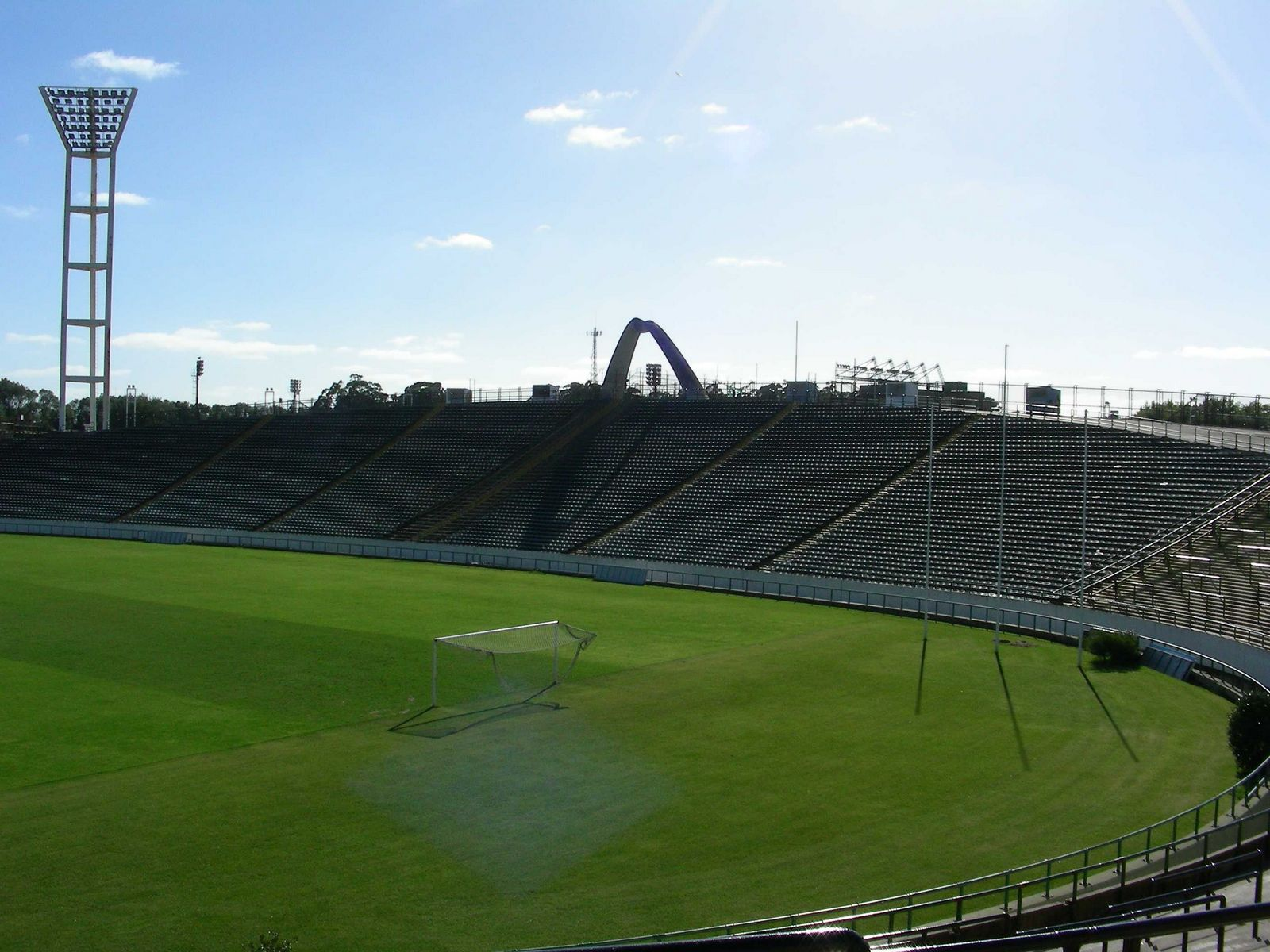
Le stade José Maria Minella accueille à deux reprises la Hongrie lors de la Coupe du monde de 1978 pour deux défaites.

La Hongrie revient au niveau mondial avec l'éclosion d'une nouvelle génération de joueurs emmenée par András Törőcsik, László Fazekas et Tibor Nyilasi. Elle se qualifie pour la phase finale de la Coupe du monde de 1978 en devançant et éliminant dans son groupe l'Union soviétique - une première en compétition - puis en battant largement la Bolivie en barrage intercontinental. Au premier tour du mundial elle est placée dans le groupe le plus relevé, composé de l'Argentine, sélection d'un pays-hôte dont la junte militaire au pouvoir attend la victoire, l'Italie, « cinquième tête de série », et la France qui est en plein renouveau. Les Hongrois ont la lourde tâche de rencontrer l'Argentine au stade Monumental de Buenos Aires lors de la première journée. Ils marquent les premiers mais concèdent vite l'égalisation sur une faute de main de leur gardien. Dans une ambiance exaltée, le match devient tendu et parfois assez brutal. Les Argentins prennent finalement l'avantage en fin de match par Daniel Bertoni, donné blessé mais entré en cours de partie. L'arbitrage plutôt favorable à l'équipe locale exaspère les Hongrois qui finissent par perdre leur sang-froid, à l'image de Törőcsik et Nyilasi, expulsés coup sur coup. Privés de quatre joueurs majeurs, suspendus ou blessés, les Hongrois s'inclinent ensuite face à l'Italie malgré un bon début de partie (1-3). Le dernier match face à la France, sans enjeu, s'achève sur une troisième défaite.
La Hongrie laisse échapper la qualification à l'Euro 1980, dont la phase finale a été élargie à huit équipes, à la Grèce, qui obtient sa première qualification pour la phase finale d'une compétition officielle.
En phase préliminaire à la Coupe du monde 1982, la Hongrie parvient à terminer en tête du groupe 4, devant l'Angleterre, également qualifiée et face à laquelle elle concède pourtant deux défaites. Lors de la phase finale en Espagne, la formation de Kálmán Mészöly se distingue en battant l'équipe du Salvador le 15 juin à Elche sur le score à l'écart le plus large enregistré en Coupe du monde : 10-1. Jamais une autre équipe n'a en effet réussi à marquer dix buts dans un match en phase finale. Les buteurs hongrois sont László Kiss (3), László Fazekas (2), Tibor Nyilasi (2), József Tóth, Gábor Pölöskei et Lázár Szentes. Ce succès record reste pourtant sans lendemain, les Hongrois étant battus lourdement lors de la deuxième journée par l'Argentine du jeune Diego Maradona, qui s'impose quatre buts à un. Lors du dernier match face à la Belgique, les joueurs hongrois, qui doivent impérativement gagner pour se qualifier, mènent longtemps au score grâce à Varga mais concèdent l'égalisation à un quart d'heure du terme au bout d'un exploit individuel de Jan Ceulemans (1-1), et sont finalement éliminés.
Le parcours éliminatoire de l'Euro 1984 est particulièrement difficile pour les Magyars, avec quatre défaites en huit matchs. La Hongrie termine à la quatrième place d'un groupe de cinq, derrière le Danemark, l'Angleterre et la Grèce.
Malgré l'échec de la campagne européenne, la Hongrie parvient à se qualifier pour la Coupe du monde 1986 en devançant les Pays-Bas et l'Autriche. Le tournoi au Mexique démarre cependant douloureusement, avec une lourde défaite face à la redoutable équipe d'URSS (6-0), future première du groupe. Si sa victoire face au Canada (2-0) lui donne un peu d'espoir, l'équipe est balayée lors du match décisif par la France, candidat déclaré à la victoire (3-0). Une trop mauvaise différence de buts ne permet pas à la Hongrie de figurer parmi les meilleurs troisièmes repêchés pour accéder au second tour. La Coupe du monde au Mexique marque la fin d'une époque où la sélection hongroise n'était jamais très loin du plus haut niveau, et précède une longue traversée du désert pour le football hongrois qui n'est plus que l'hombre de lui-même.

### Des échecs en série (1986-2014)
Entre 1986 et 2014, la Hongrie ne parvient en effet pas à se qualifier pour la moindre phase finale de Championnat du monde ou d'Europe. En manque de joueurs de haut niveau mondial, l'équipe peine le plus souvent à se placer au-dessus du troisième quartile du football européen. Cette période d'échecs sportifs amène à de nombreux limogeages et à une instabilité des entraîneurs à la tête de la sélection hongroise.
Lors des éliminatoires de l'Euro 1988, la Hongrie se classe troisième de son groupe, remporté par les Pays-Bas menés par Marco van Basten, futurs champions d'Europe. Après trois participations consécutives en phase finale de Coupe du monde, la Hongrie est distancée en phase éliminatoire pour le mondial 1990 par l'Espagne et l'Irlande, les deux qualifiés de son groupe. Les années suivantes sont encore pires pour la sélection hongroise qui est largement battue par d'autres formations, dans la course à l'Euro 1992 et au Mondial 1994. Ces échecs sont toutefois ponctués par le succès de la Hongrie en tournoi amical lors de la Coupe Kirin en mars 1993, après une victoire contre le Japon et un nul contre les États-Unis.

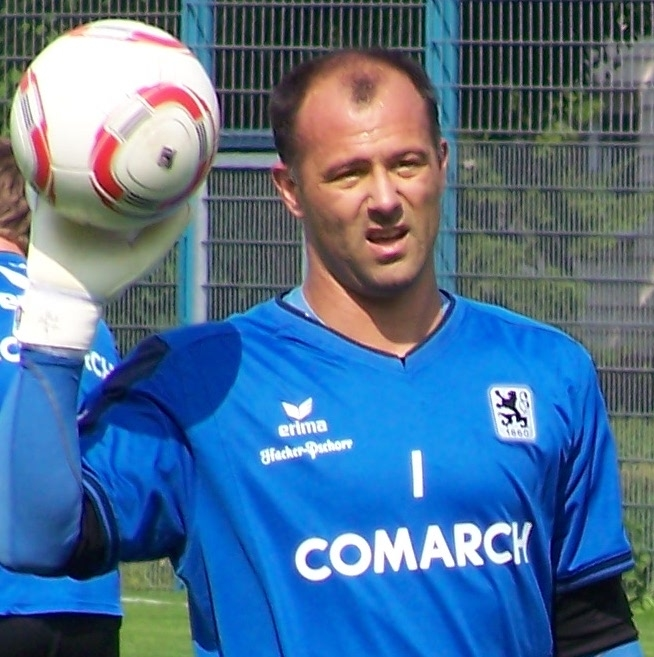
Gábor Király, qui fait ses débuts en sélection en 1998, est un joueur-clé de cette période difficile de l'équipe hongroise.

Preuve du déclin de la Hongrie, les Magyars pointent, en juillet 1996, à la 87e place du classement mondial de la FIFA, son rang le plus bas depuis la création du classement en 1993. La Hongrie perd contre d'autres équipes, qualifiées à l'époque de « modestes » comme la Suisse et la Turquie, qui se qualifient pour l'Euro 1996, au contraire de la Hongrie. La sélection magyare retrouve des couleurs lors des éliminatoires de la Coupe du monde de 1998. Avec le jeune et prometteur gardien de but Gábor Király, elle se classe en effet deuxième de son groupe et se qualifie pour le tour de barrages où elle affronte la Yougoslavie. À ce stade l'équipe hongroise ne fait cependant pas illusion et est balayée 1 à 12 au score cumulé des matchs aller et retour. Les résultats de la campagne éliminatoire du mondial permettent toutefois à la sélection de gagner 31 places au classement FIFA de 1997 à 1998. Quelques mois plus tard, en avril 1998, la Hongrie remporte la LG Cup, tournoi amical se déroulant dans des pays musulmans.
La campagne éliminatoire de l'Euro 2000 est une fois de plus médiocre pour la Hongrie qui termine quatrième de son groupe, ne devançant que les très modestes formations d'Azerbaïdjan et du Liechtenstein. Cette contre-performance est confirmée lors de la phase préliminaire de la Coupe du monde 2002, la Hongrie finissant avant-dernière de son groupe.
En vue des qualifications de l'Euro 2004, la fédération hongroise choisit un nouveau sélectionneur : Lothar Matthäus, grand nom du football allemand. Mais la Hongrie, qui voit les débuts intéressants de Roland Juhász, est toujours à la peine et termine encore avant-dernière d'un groupe très disputé, à seulement six points du premier, la Suède. Après un léger sursaut à la suite de quelques performances honorables, la Hongrie redescend au-delà de la 70e place du classement FIFA en 2005. Lors de la phase qualificative de la Coupe du monde 2006, la Hongrie ne fait pas davantage illusion et termine en milieu de tableau de son groupe, avec dix points de retard sur les deux premiers et dix points d'avance sur le cinquième. Cet échec entraîne le limogeage de Matthaüs.
Lors des éliminatoires de l'Euro 2008, la Hongrie est placée dans le groupe du tenant du titre, la Grèce. Dominée par la plupart des formations de son groupe, l'équipe hongroise termine avant-dernière, à douze points du dernier qualifié du groupe. Après ce nouvel échec, la fédération hongroise embauche à nouveau un sélectionneur étranger, l'ancien international néerlandais Erwin Koeman. Les résultats s'améliorent un peu, comme l'illustre l'évolution du classement mondial de la sélection (47e en janvier 2009, 27e en 2011), mais la Hongrie, engagée dans les éliminatoires de la Coupe du monde 2010, échoue à trois points de la place de barragiste, occupée par le Portugal.

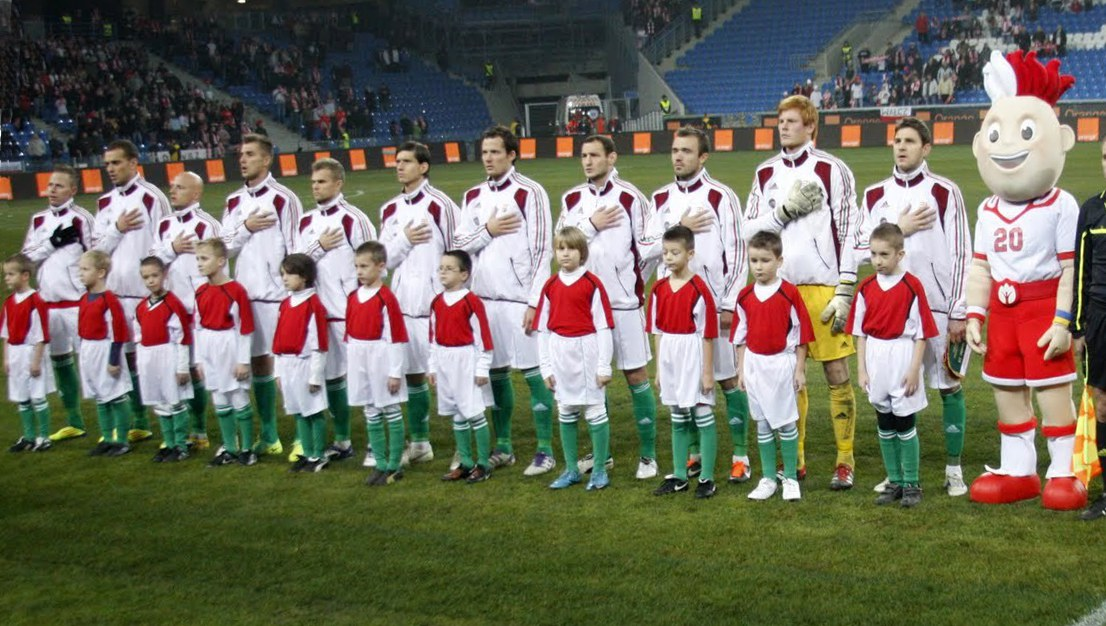
L'équipe de Hongrie en 2011.

La Hongrie se classe ensuite troisième de son groupe éliminatoire de l'Euro 2012, et se console d'être la « première équipe non qualifiée » du groupe. La Hongrie stabilise sa position au classement de la FIFA, 32e en 2012. La campagne de qualification à la Coupe du monde 2014 ressemble à celle de l'Euro : la Hongrie est éliminée en terminant à deux points de la Roumanie, barragiste. La sélection subit alors une cuisante défaite face aux Pays-Bas, vainqueur huit buts à un, ce qui constitue la pire défaite des Hongrois depuis 1941.

### Amélioration (depuis 2014)
L'élargissement de la phase finale du Championnat d'Europe à 24 équipes offre des chances supplémentaires aux sélections moyennes comme la Hongrie de disputer le tournoi. Les Hongrois sauront pleinement en profiter. Lors des éliminatoires de l'Euro 2016 ils se retrouvent dans un groupe où figurent la Roumanie, l'Irlande du Nord, la Grèce, les îles Féroé et la Finlande. Ils terminent à nouveau à la troisième place de leur poule, place qui cette fois-ci est qualificative pour les barrages. La Hongrie passe ce tour décisif en battant la Norvège à l'aller comme au retour. La sélection dirigée par l'Allemand Bernd Storck se qualifie ainsi pour son premier tournoi international depuis trente ans. La règle du repêchage des meilleurs troisièmes de poule en phase finale donnent de réelles opportunités de passer le premier tour. La Hongrie n'a finalement pas à se soucier de cette règle car elle fait mieux en obtenant la première place du groupe en étant invaincue, grâce notamment à une victoire d'entrée contre l'Autriche (2-0) et un bon match nul contre le Portugal, futur vainqueur de la compétition, au terme d'un match spectaculaire (3-3, après avoir à chaque fois mené au score). L'aventure pour les Hongrois s'arrête cependant en huitième de finale, contre l'un des favoris du tournoi, la Belgique, qui s'impose sur le score sans appel de 4-0. Cette défaite altère à peine la performance globale de cette équipe hongroise qui a fait bonne figure pour son retour dans un tournoi majeur.
Le retour de la Hongrie en phase finale de la Coupe du monde ne sera en revanche pas pour 2018. Présente dans le groupe du Portugal et de la Suisse, la Hongrie reste en effet abonnée à la troisième place en poule éliminatoire et finit à quatorze points de la deuxième place qui donne accès aux barrages. Cette campagne qualificative hongroise est notamment marquée par des performances très ternes à l'extérieur, dont un match nul surprenant sur la pelouse des îles Féroé (0-0) et une défaite en Andorre (0-1). À la suite de cet échec, Bernd Storck est limogé, et remplacé par le Belge Georges Leekens, ancien sélectionneur de l'Algérie, qui a pour objectif la qualification pour l'Euro 2020,. Mais un faible niveau de jeu proposé et des résultats très négatifs dont deux défaites surprenantes en amical contre le Luxembourg (1-2) en novembre 2017 puis quelques mois plus tard contre le Kazakhstan (2-3) font que Georges Leekens est remercié en juin 2018 avant même le début de la campagne de qualification. L'entraîneur belge est remplacé par l'Italien Marco Rossi passé notamment par le Budapest Honvéd et le DAC 1904.
Sous la houlette de son nouveau sélectionneur, la Hongrie dispute les éliminatoires de l'Euro 2020 au sein du groupe E et échoue à la 4e place, derrière la Croatie, le Pays de Galles et la Slovaquie et devant l'Azerbaïdjan. Les Magyars ont malgré tout fait bonne impression à domicile durant ces éliminatoires, en battant la Croatie vice-championne du monde (2-1) et le Pays de Galles de Gareth Bale demi-finaliste du précédent Euro (1-0). Le nouveau règlement pour la qualification à l'Euro donne cependant une deuxième chance à la Hongrie. En effet, sa position lors de l'édition 2018-2019 de Ligue des nations lui ouvre les portes des barrages de qualifications. Placée dans la voie A du fait de la qualification de toutes les autres équipes présentes en Ligue A en dehors de l'Islande, la Hongrie se défait d'abord des Bulgares à l'extérieur (3-1) le 8 octobre 2020, avant de renverser à domicile l'Islande le 12 novembre 2020 grâce à deux buts coup sur coup en fin de match par Loïc Nego (88e minute) et Dominik Szoboszlai (90+2e minute) compensant l'ouverture du score islandaise précoce sur un coup franc direct de Gylfi Sigurðsson ponctué par une bourde du gardien hongrois Péter Gulácsi (11e minute). La Hongrie se qualifie ainsi de justesse au bout du suspense pour son deuxième Championnat d'Europe consécutif.
Le 18 novembre 2020, la Hongrie, alors placée dans le groupe 3 de la Ligue B lors de l'édition 2020-2021 de la Ligue des nations, obtient sa promotion en Ligue A pour la prochaine édition grâce à une victoire acquise à domicile contre la Turquie lors de la dernière journée des phases de poules (2-0), permettant aux Magyars de devancer les Russes défaits lourdement en Serbie (0-5) dans le même temps. La sélection affiche un bilan de 3 victoires, 2 matchs nuls et une défaite (à domicile contre la Russie 2-3).
Lors de l'Euro 2021, la Hongrie est placée dans le groupe F, le plus relevé du tournoi en compagnie de trois des quatre demi-finalistes de 2016 : la France, l'Allemagne et comme cinq ans plus tôt le Portugal, avec l'avantage de jouer deux matchs à domicile, contre les Bleus et les Lusitaniens. Elle a cette fois-ci misé sur un jeu plus défensif et plus basé sur la contre-attaque par rapport à l'Euro 2016 (où les nombreux espaces laissés par un jeu porté vers l'avant ont abouti à une lourde défaite 0-4 contre la Belgique en 1/8e de finale) et aux éliminatoires du Mondial 2018 qui ont été complètement manqués. Cette tactique permet aux Hongrois d'offrir une belle résistance face à leurs trois redoutables adversaires. Lors du premier match à domicile contre le Portugal, champion sortant, les Magyars tiennent longtemps le choc et inscrivent même un but refusé pour hors-jeu à la 79e minute, avant de s'effondrer en toute fin de match, encaissant trois buts dans les dix dernières minutes. Le premier but portugais est venu d'un tir malencontreusement dévié dans ses propres filets par Willi Orban mettant ainsi un coup fatal au moral des Hongrois visiblement épuisés (0-3). Contre toute attente, les hommes de Marco Rossi réagissent parfaitement lors des deux dernières journées. Ils tiennent ainsi en échec les champions du monde français (1-1) en faisant preuve d'une grande abnégation et d'une grande discipline, Attila Fiola ayant par ailleurs ouvert le score dans les arrêts de jeu de la première période avant qu'Antoine Griezmann ne remette les deux équipes à égalité à la 66e minute. Lors du dernier match, la Hongrie passe tout proche de l'exploit contre l'Allemagne à Munich (2-2) en menant par deux fois au score grâce à Ádám Szalai et András Schäfer. Elle est même virtuellement qualifiée jusqu'à la 84e minute lorsqu'un dernier but de Leon Goretzka sauve la Mannschaft d'une élimination prématurée. La Hongrie, malgré ces deux bons résultats contre des équipes prestigieuses, termine dernière du groupe. Toutefois, les Hongrois se sont montrés héroïques contre des adversaires beaucoup plus puissants sur le papier voire considérés comme des favoris à la victoire finale et ont représenté un des coups de cœur de la compétition,. Leurs performances lors de cet Euro, saluées dans la presse sportive,, sont d'autant plus remarquables que le meneur de jeu de l'équipe hongroise, Dominik Szoboszlai, était forfait pour la phase finale pour cause de blessure.
La Hongrie échoue toutefois à se qualifier pour la Coupe du monde 2022, puisqu'elle termine 4e au sein du groupe I particulièrement homogène avec 17 points. Les Magyars pourront nourrir des regrets, en ayant concédé deux courtes défaites contre l'Albanie (0-1 à chaque fois), un adversaire à leur portée, ainsi qu'une lourde défaite à domicile contre l'Angleterre (0-4 en ayant encaissé tous les buts en 2e période) alors que les hommes de Marco Rossi ont dans le même temps réussi à prendre 4 points sur 6 contre la Pologne (nul spectaculaire 3-3 à domicile à l'aller en ayant mené deux fois au score, victoire 2-1 à l'extérieur au retour) et décroché un match nul sur le terrain de l'Angleterre (1-1).
La Hongrie signe une entrée en matière réussie à l'occasion de la Ligue des nations 2022-2023, en s'imposant à domicile (1-0) face à l'Angleterre sur un penalty transformé par Dominik Szoboszlai à la 66e minute, mettant un terme à 65 ans sans battre les Three Lions. Les Magyars continuent sur cette lancée et réalisent un début de compétition plus que réussi, en occupant provisoirement la première place au bout des 4 journées de juin 2022 dans un groupe pourtant très relevé, avec un bilan de 2 victoires (toutes deux acquises contre l'Angleterre), un nul (1-1 à domicile contre l'Allemagne) et une défaite (1-2 en Italie). En prime, la Hongrie a réalisé une performance de très haute volée en humiliant l'Angleterre à l'extérieur lors du match retour (4-0) le 14 juin 2022, alors que les Three Lions n'avaient plus connu une aussi lourde défaite à domicile depuis 1928 et n'avaient plus été battus à domicile par les Hongrois depuis 1953 et une défaite 3-6 à Wembley, ce qui permet aux Magyars de prendre leur revanche sur les éliminatoires de la Coupe du monde 2022 où ils avaient été surclassés par le même adversaire. Une performance d'autant plus exceptionnelle que les hommes de Marco Rossi, en course pour une place au Final Four, étaient pensionnaires de Ligue C lors de la première édition. La Hongrie s'impose ensuite en Allemagne (1-0) mais échoue à rallier le Final Four, puisqu'elle est à nouveau battue par l'Italie lors de la dernière journée à domicile (0-2), cédant la première place du groupe à la Squadra Azzurra.
La Hongrie, forte de son bon parcours en Ligue des nations, se retrouve tête de série aux éliminatoires de l'Euro 2024 et se qualifie sans encombre pour la phase finale en terminant première de son groupe et invaincue, avec un bilan de 5 victoires (dont 2 sur le score de 2-1 à l'aller comme au retour face à la Serbie, son principal concurrent dans la poule) et 3 matchs nuls.

## Composition

### Joueurs

#### Provenance des joueurs

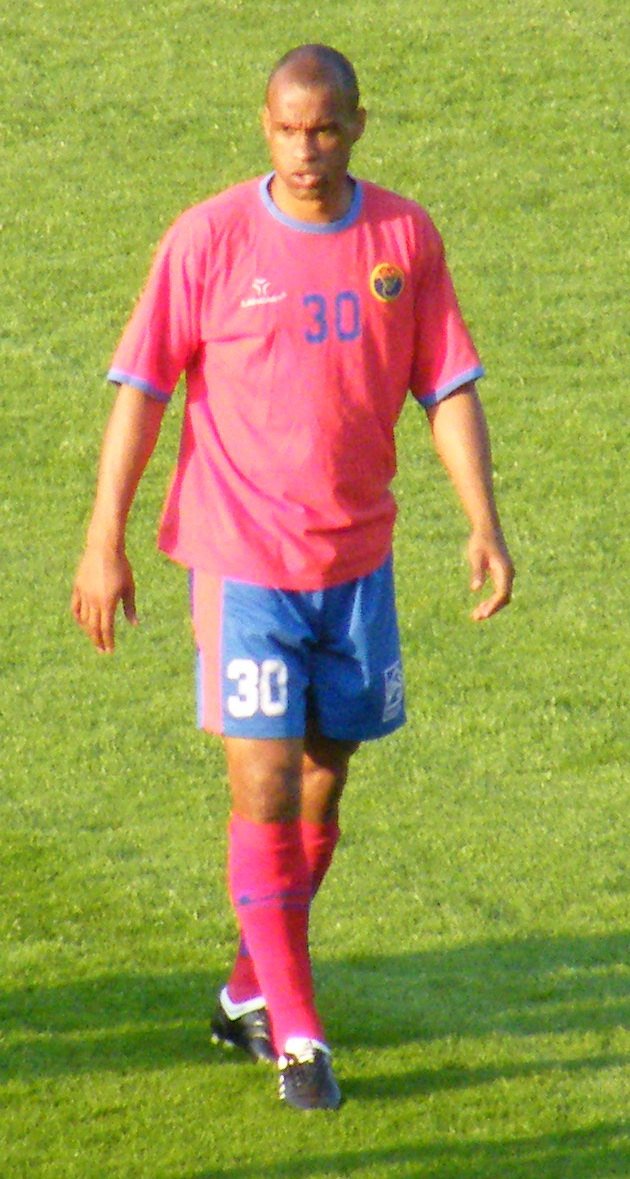
Né au Nigeria, Thomas Sowunmi est l'un des rares internationaux hongrois nés en dehors d'Europe.

À l'époque du Onze d'or dans les années 1950, le sélectionneur Gusztáv Sebes utilise majoritairement des joueurs du Budapest Honvéd, le club de l'armée hongroise,.
À l'heure actuelle, la majorité des internationaux hongrois évoluent hors du pays en raison du faible niveau du championnat hongrois comparé à d'autres championnats européens. Ainsi, seuls neuf joueurs appelés par Pál Dárdai pour le match amical face à la Grèce en 2015, évoluent en première division hongroise.
Plusieurs joueurs hongrois, à la suite d'émigrations ou de déplacement forcés, ont joué sous les couleurs d'autres sélections, notamment pour l'équipe de France. Ainsi, Joseph Ujlaki, hongrois de naissance, joue vingt-et-un matchs internationaux avec les Bleus entre 1952 et 1960, et Désiré Koranyi, né sous le nom de Deszõ Korányi Kronenberger, joue cinq matchs avec l'équipe de France entre 1939 et 1942.
De même, nombre d'internationaux hongrois ont également joué pour la Roumanie. Par exemple, Iuliu Bodola joue ainsi quarante-huit matchs avec la Roumanie, puis treize matchs avec la Hongrie, tandis qu'István Avar joue deux matchs pour la Roumanie avant d'être sélectionné à vingt-et-une reprises par la Hongrie. D'autres joueurs ont effectué le chemin inverse, à l'instar d'Iuliu Baratky, sélectionné neuf fois sous le maillot hongrois puis vingt fois sous le maillot roumain.
Quelques internationaux hongrois sont nés en dehors de l'Europe, comme Thomas Sowunmi, né au Nigeria et international hongrois entre 1999 et 2006, ou encore Leandro, d'origine brésilienne et international hongrois de 2004 à 2015.

#### Joueurs importants
Les tableaux suivants donnent une vue d'ensemble des joueurs les plus capés et des meilleurs buteurs de la sélection :
| Rang | Sélections | Joueur           | Carrière  | Buts |
| ---- | ---------- | ---------------- | --------- | ---- |
| 1    | 109        | Balázs Dzsudzsák | 2007-2022 | 21   |
| 2    | 108        | Gábor Király     | 1998-2016 | 0    |
| 3    | 101        | József Bozsik    | 1947-1962 | 11   |
| 4    | 97         | Zoltán Gera      | 2002-2017 | 26   |
| 5    | 95         | Roland Juhász    | 2004-2016 | 6    |
| 6    | 92         | László Fazekas   | 1968-1983 | 20   |
| 7    | 86         | Ádám Szalai      | 2009-2022 | 26   |
| 7    | 86         | Gyula Grosics    | 1947-1962 | 0    |
| 9    | 85         | Ferenc Puskás    | 1945-1956 | 84   |
| 10   | 84         | Ádám Nagy        | 2015-     | 2    |

| Rang | Buts | Joueur           | Carrière  | Sélections | Ratio |
| ---- | ---- | ---------------- | --------- | ---------- | ----- |
| 1    | 84   | Ferenc Puskás    | 1945-1956 | 85         | 0,99  |
| 2    | 75   | Sándor Kocsis    | 1948-1956 | 68         | 1,1   |
| 3    | 59   | Imre Schlosser   | 1906-1927 | 68         | 0,87  |
| 4    | 51   | Lajos Tichy      | 1955-1971 | 72         | 0,71  |
| 5    | 42   | György Sárosi    | 1931-1943 | 62         | 0,68  |
| 6    | 39   | Nándor Hidegkuti | 1945-1958 | 69         | 0,57  |
| 7    | 36   | Ferenc Bene      | 1962-1979 | 76         | 0,47  |
| 8    | 32   | Gyula Zsengellér | 1936-1947 | 39         | 0,82  |
| 8    | 32   | Tibor Nyilasi    | 1975-1985 | 70         | 0,46  |
| 10   | 31   | Flórián Albert   | 1959-1974 | 74         | 0,42  |

Selon la FIFA, quatre « Joueurs de légende » ont joué pour la Hongrie. Ce sont Ferenc Puskás, Sándor Kocsis, György Sárosi et Flórián Albert.
Ferenc Puskás est l'un des meilleurs éléments du Onze d'or hongrois dans les années 1950. Issu du Budapest Honvéd comme nombre de ses coéquipiers internationaux, Puskás fait ses débuts internationaux à seulement 18 ans, en 1945. Devenant de plus en plus compétitifs, les Magyars remportent les Jeux olympiques de 1952 et les observateurs ne tarissent pas d'éloges sur Puskás, capitaine et buteur de l'équipe, qui est rapidement considéré comme « l'un des meilleurs footballeurs au monde », mettant en avant ses capacités exceptionnelles de dribbleur. Lors du match contre l'Angleterre en 1953, Ferenc Puskás marque son deuxième but du match en réalisant une nouvelle technique, le « drag-back ». Ce but, souvent utilisé dans le football moderne, consiste à, lors d'une course avec le ballon, arrêter brusquement le ballon, faire un demi-tour et tirer au but. Cette technique permet ainsi de surprendre les défenseurs, mais aussi le gardien de but. Lors de la Coupe du monde de 1954, Puskás est blessé lors du deuxième match en phase de poules. Tout juste rétabli, il revient en finale mais voit douloureusement son équipe s'incliner, malgré un but refusé pour un hors-jeu contesté du Major galopant. Après l'insurrection de Budapest, Ferenc Puskás s'installe en Espagne, jouant au Real Madrid CF ainsi que quatre matchs avec le maillot espagnol entre 1961 et 1962. Reconverti en entraîneur, il revient en Hongrie en 1992, à 65 ans, appelé au chevet d'une sélection hongroise tombée au plus bas en 1993. Il dirige l'équipe durant quatre matches, dont trois défaites. En hommage à son prestige en tant que buteur, la FIFA crée en 2009 le Prix Puskás, qui récompense le plus beau but de l'année parmi une sélection de dix buts que les internautes doivent départager.

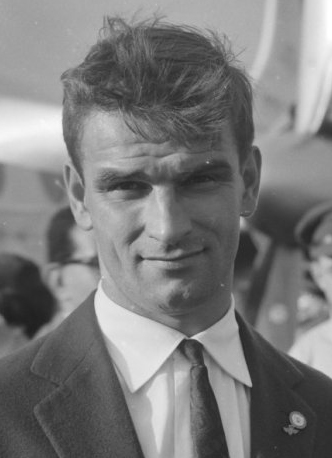
Sándor Kocsis est un des attaquants mythiques du Onze d'or hongrois avec 75 buts marqués en 68 matchs.

Sándor Kocsis est aussi un des attaquants principaux du Onze d'or. Joueur du Budapest Honvéd, Kocsis fait partie du groupe victorieux aux Jeux olympiques de 1952 et marque six buts en cinq matchs. Lors de la Coupe du monde de 1954, Kocsis permet notamment aux Magyars d'atteindre la finale en inscrivant un doublé en prolongations en demi-finale. Il termine meilleur buteur de la compétition avec onze buts inscrits. Comme nombre de ses coéquipiers, Kocsis s'exile en 1956 et rejoint le FC Barcelone. Il ne reviendra jamais en Hongrie. Avec 75 buts marqués en 68 sélections, Sándor Kocsis a surtout marqué les différents observateurs grâce à son jeu de tête, que Gusztáv Sebes considère comme « le meilleur de l'histoire ».

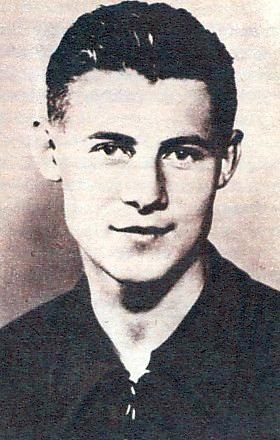
György Sárosi inscrit 42 buts en 62 matchs pour la Hongrie et mène ses équipiers à la finale de la Coupe du monde de 1938.

György Sárosi, joueur du Ferencváros de 1930 à 1948, inscrit 42 buts en 62 matchs pour la sélection hongroise entre 1931 et 1943. György Sárosi participe à la Coupe du monde de 1934 et marque notamment un but en quart de finale contre la Wunderteam autrichienne. Lors d'un match de la Coupe internationale 1936-1938, il inscrit sept buts contre la Tchécoslovaquie. Lors de la Coupe du monde de 1938, nommé capitaine de l'équipe, il termine deuxième meilleur buteur de la compétition avec cinq buts et est nommé dans l'équipe-type du tournoi. Sa polyvalence est souvent mise en avant, du fait que György Sárosi pouvait jouer aussi bien en tant qu'avant centre, son poste de prédilection, demi ou même arrière.

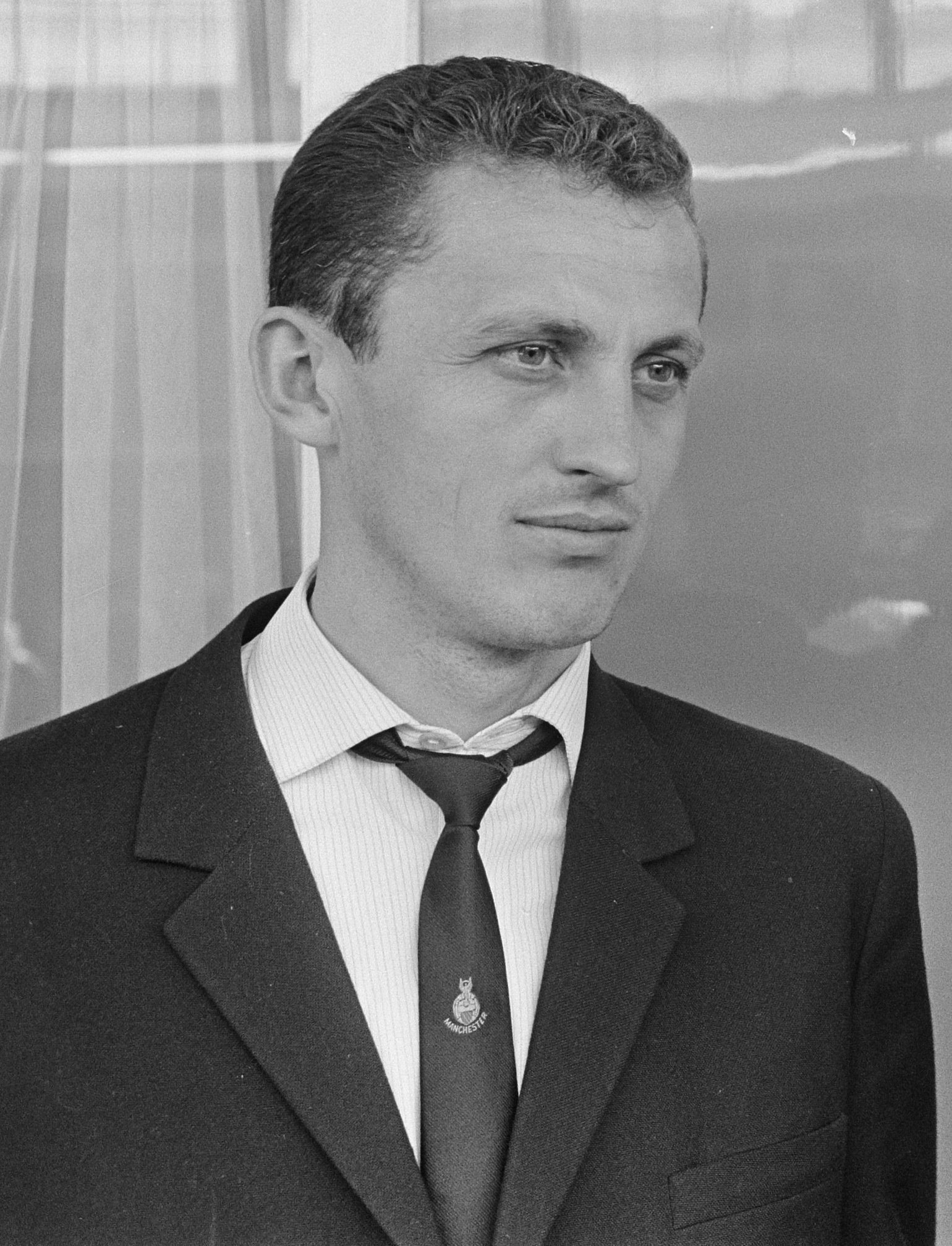
Flórián Albert est le seul joueur hongrois ayant remporté le Ballon d'or, en 1967.

Après l'éparpillement de son Onze d'or à la suite de l'insurrection de 1956, la Hongrie trouve des successeurs, notamment en la personne de Flórián Albert, qui fait ses débuts internationaux en 1959, à l'âge de 17 ans. Lors de son premier match, face aux vice-champions du monde en titre suédois, il inscrit un doublé, donnant la victoire aux siens (3-2). Il participe à sa première Coupe du monde en 1962 et termine meilleur buteur de la compétition avec quatre buts marqués en trois matchs. Remportant de nombreux titres avec son club (notamment la Coupe des villes de foires 1964-1965), Albert continue ses performances avec la sélection hongroise et reçoit le Ballon d'or en 1967. Gravement blessé en 1969, il ne retrouve les terrains que deux ans plus tard. Mais son retour n'est pas convaincant, et il prend finalement sa retraite en 1974 avec un bilan international de 32 buts en 75 matchs.
József Bozsik, joueur du Budapest Honvéd de 1943 à 1962, fait ses débuts internationaux en 1947. Membre du Onze d'or mais pas le plus connu, Bozsik remporte le titre olympique et termine finaliste de la Coupe du monde. Il fait partie de l'équipe-type de la Coupe du monde de 1954. Malgré l'insurrection de Budapest, au contraire de nombre de ses coéquipiers, Bozsik reste en Hongrie et joue avec la sélection magyare jusqu'en 1962. Joueur le plus capé avec 101 sélections, Bozsik marque notamment la sélection par sa créativité et sa technique. Par la suite, en 1974, il entraîne l'équipe de Hongrie. Le stade du Budapest Honvéd est renommé en son honneur en 1986.
Gyula Grosics est le gardien de la sélection pendant près de quinze ans, entre 1947 et 1962. Originaire de Dorog, il rejoint le Budapest Honvéd en 1950 pour y disputer sept saisons puis achève sa carrière au FC Tatabánya. Il débute en équipe nationale en 1947 et participe à toutes les campagnes de la Hongrie, que ce soit aux Jeux olympiques, en Coupe du monde ou à l'Euro. Il remporte ainsi la médaille d'or au tournoi olympique en 1952 à Helsinki et contribue à la série d'invincibilité de l'Aranycsapat, jusqu'à la finale de Coupe du monde 1954, perdue face à la RFA. Grosics marque la sélection par une bonne détente, une prise de balle sûre, un grand sens de l'anticipation et son jeu au pied, « digne des meilleurs joueurs de champ ». Officiellement, il joue jusqu'à sa mort, en 2014, avec Ferencváros, car, en hommage, le club hongrois fait figurer son nom chaque saison dans la liste de joueurs transmise à la fédération nationale.
À la fin des années 1940, László Kubala est considéré comme l'un des plus talentueux attaquant du pays, bien qu'il ne joue que trois matchs pour les Magyars en 1948 ; il portera en effet les couleurs de trois équipes nationales différentes dans sa carrière. Après avoir quitté le Vasas SC sans autorisation, la fédération hongroise l'exclut et le poursuit pour escroquerie, en déclarant à la FIFA qu'il avait « une vie non sportive, aux mœurs dépravées » et qu'il a « délaissé sa patrie, son club et ses parents ».
Au début du XXIe siècle, Gábor Király et Roland Juhász sont les joueurs majeurs de la sélection, en ce qui concerne le nombre de sélections,.

### Sélectionneurs
| Entraîneur       | Période   | M   |
| ---------------- | --------- | --- |
| Lajos Baróti     | 1957-1978 | 117 |
| Marco Rossi      | 2018-     | 76  |
| Gusztáv Sebes    | 1949-1956 | 66  |
| Kálmán Mészöly   | 1980-1995 | 60  |
| Károly Dietz     | 1934-1939 | 41  |
| Gyula Kiss       | 1921-1928 | 40  |
| Rudolf Illovszky | 1966-1974 | 39  |
| Bertalan Bicskei | 1998-2001 | 36  |
| György Mezey     | 1983-1988 | 35  |

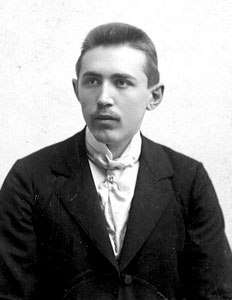
Ferenc Gillemot, premier sélectionneur hongrois.

Ferenc Gillemot est le tout premier sélectionneur de la Hongrie. Officiant à ce poste de 1902 à 1904, Gillemot dirige la sélection pendant cinq matchs. Toutefois, Gillemot, ancien défenseur du 33 FC ou du Budapest TC, est également champion national de cyclisme. Il mène la Hongrie à trois succès et à deux défaites, lors de cinq matchs disputés contre l'Autriche ou contre la Bohême et Moravie. Après cette expérience de sélectionneur, Ferenc Gillemot se reconvertit et devient arbitre, journaliste sportif et même professeur à l'université. Il meurt au combat lors de la Première Guerre mondiale en 1916.
Károly Dietz, sélectionneur de la Hongrie pendant 41 matchs de 1934 à 1939, réalise une modeste carrière de joueur dans les années 1910 avec des clubs comme le Magyar Atlétikai Club. Avant sa prise de fonction en 1934, Dietz est dessinateur. Après la Première Guerre mondiale, il devient comptable et obtient en 1930 un doctorat en droit. Après la déception de la Coupe du monde de 1934, Dietz remplace Ödön Nádas. Qualifiant aisément la Hongrie pour la Coupe du monde de 1938 avec une victoire 11-1 contre la Grèce, Dietz est accompagné d'Alfréd Schaffer, ancienne gloire du football hongrois. Lors de cette Coupe du monde, la Hongrie écarte diverses formations et fait notamment impression en surclassant la Suède. Finalement, les Hongrois sont battus face à l'Italie quatre buts à deux. Malgré cet échec en finale, Dietz reste sélectionneur jusqu'en 1939, année durant laquelle la Seconde Guerre mondiale éclate. Emprisonné par les nazis en 1944, il survit et revient en Hongrie pour redevenir avocat en 1951, avant de mourir en 1969. En plus d'avoir été finaliste à la Coupe du monde, Dietz a surtout révélé sous son mandat des joueurs comme György Sárosi et Gyula Zsengellér.

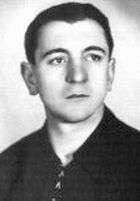
Gusztáv Sebes, durant sa carrière de joueur au MTK Budapest.

Gusztáv Sebes peut être considéré, avec Béla Guttmann, comme l'un des meilleurs techniciens du pays. En poste entre 1949 et 1956, il est sur le banc magyar lors du premier titre olympique, obtenu à Helsinki en 1952, lors des deux victoires face à l'Angleterre, dont celle historique de novembre 1953 à Wembley et durant la phase finale de la Coupe du monde 1954, achevée en finale. Né à Budapest en 1906, Sebes effectue toute sa carrière de joueur au MTK Budapest, entre 1929 et 1945. Durant la Seconde Guerre mondiale, il dirige plusieurs formations modestes de la capitale. En 1949, Sebes, communiste convaincu et ami du régime hongrois, est choisi pour diriger l'équipe nationale où il a carte blanche pour la remettre sur pied. Les événements politiques cette année-là modifient en profondeur les équipes de football et le Budapest Honvéd, devenu le club de l'armée hongroise, sert de camp de base à Sebes, qui sélectionne les meilleurs éléments hongrois au sein de cette formation. Au niveau tactique, il s'inspire du 4-2-4 du technicien Márton Bukovi, alors en poste au MTK Budapest. Les résultats sont immédiats : une série de 32 matchs sans défaite, dont le tournoi olympique de 1952. Cette série est stoppée en finale du Mondial suisse, face à l'Allemagne de l'Ouest en 1954. La même année, il fait partie d'un comité européen de six membres élu à Bâle en juin 1954 lors de la fondation de l'UEFA (avec José Crahay et Henri Delaunay, Josef Gerö, George Graham, Ebbe Schwartz. Malgré la déception de ne pas être couronné champion du monde, Sebes est maintenu à son poste. Une série de mauvais résultats au printemps 1956 (deux nuls et deux défaites) met un terme au contrat du technicien, qui est remplacé par son assistant, Márton Bukavi. Gusztáv Sebes décède à 80 ans, en 1986.

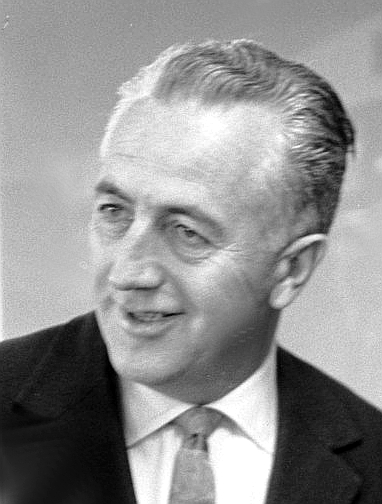
Lajos Baróti a dirigé la Hongrie durant 117 matchs, un record.

Avec 117 rencontres, Lajos Baróti est actuellement le technicien comptant le plus de matchs passés sur le banc de la sélection. Né en août 1914 à Szeged, il effectue la majeure partie de sa carrière de joueur dans le club de la ville, le Szegedi AK. Une blessure à un pied en 1948 l'oblige à quitter le terrain, pour prendre en main l'équipe où il joue depuis deux saisons, Győri ETO FC. Son passage sur le banc du Budapest Vasas est couronné de succès avec un titre de champion et trois Coupes de Hongrie. Il est appelé par les responsables de la fédération en 1957 à la tête de l'équipe nationale pour succéder à Márton Bukovi. Durant neuf ans, Bároti participe à trois Coupes du monde (atteignant à deux reprises le stade des quarts de finale) et mène la Hongrie à sa première phase finale de Championnat d'Europe, en Espagne en 1964, terminée sur le podium. Il est remplacé à l'issue du quart de finale de Coupe du monde 1966, perdu contre l'Union soviétique. Bároti dirige ensuite le club d'Újpest Dozsa (finaliste de la Coupe des villes de foires en 1969) puis la sélection péruvienne durant une année. Il dirige une nouvelle fois au Budapest Vasas avant d'être rappelé au chevet de l'équipe nationale en 1975. Il parvient à qualifier les Magyars pour la phase finale du mondial argentin en 1978, douze ans après leur dernière apparition dans la compétition. L'élimination hongroise dès le premier tour met fin à la collaboration entre Bároti et la sélection. Il termine sa carrière d'entraîneur en Autriche, au SSW Innsbruck et au Portugal où il réussit le doublé en 1981 avec le Benfica Lisbonne. Si en équipe nationale son palmarès est vierge, il a remporté de nombreux trophées en club dont quatre titres de champion de Hongrie, un titre de champion du Portugal et cinq Coupes de Hongrie. Baróti meurt en décembre 2005, à l'âge de 91 ans.

## Infrastructures
| \| Budapest Győr Székesfehérvár Zalaegerszeg Debrecen Nyíregyháza Siófok Szombathely Szolnok Pécs Kecskemét \| Les principales villes d'accueil de la sélection hongroise. |
| Budapest Győr Székesfehérvár Zalaegerszeg Debrecen Nyíregyháza Siófok Szombathely Szolnok Pécs Kecskemét                                                                   |

Ouvert en 1896 dans le 14e arrondissement de Budapest, le Millenáris Sporttelep accueille les premiers matchs de la sélection hongroise. D'une capacité de 8 130 places, le stade héberge aussi des compétitions d'athlétisme et de cyclisme sur piste, ce qui provoque une certaine rivalité entre footballeurs et cyclistes. Finalement, en 1911, la sélection quitte le stade, transformé en vélodrome en 1928, pour jouer dans de plus grands complexes sportifs.
Après 1911, la Hongrie alterne ses rencontres à domicile entre le Üllői úti Stadion et le Hungária körúti Stadion, qui sont les enceintes des deux clubs les plus titrés de Hongrie, Ferencváros et le MTK Budapest. C'est notamment au Üllői úti Stadion que se déroule l'une des victoires les plus larges des Magyars (13-1), face à la France, en 1927.
Après  1939, la Hongrie quitte le Hungária körúti Stadion tout en continuant à jouer dans le stade de Ferencváros jusqu'à l'effondrement d'une tribune le 4 mai 1947 lors d'une rencontre face à l'Autriche. À la suite de cet événement, le gouvernement décide de construire un nouveau stade, baptisé le Népstadion. Entre 1948 et 1953 (date de l'inauguration du Népstadion), la Hongrie joue la plupart du temps au stade de Megyeri, conçu par l'ancien international Alfréd Hajós.
Construit à l'aide de bénévoles et de soldats, le Népstadion (en hongrois : « le stade du peuple »), situé dans le XIVe arrondissement de Budapest, est inauguré le 15 novembre 1953 lors d'une rencontre amicale face à la Suède (2-2). Il voit le 23 mai 1954 l'Angleterre s'incliner 7-1 contre le Onze d'Or devant 92 000 spectateurs,. La capacité d'origine du stade était de 104 000 personnes avant d'être réduite à 56 000 places.
Après la chute du régime socialiste, le stade garde son nom jusqu'en 2002, date à laquelle il est renommé stade Ferenc-Puskás, en l'honneur de l'un des plus illustres joueurs hongrois. Le stade, dont la capacité n'est plus que de 38 652 places, fait l'objet de travaux de rénovation et d'extension, après la rencontre des éliminatoires de l'Euro 2012 contre la Finlande afin de laisser place à un stade plus moderne, le Nouveau Stade Ferenc-Puskás.
Le projet du Nouveau Stade Ferenc-Puskás est mis en place pour remplacer le vétuste stade Ferenc-Puskás et les premières études sont menées au début des années 2010. Le 1er août 2014, le projet final est présenté avec un stade d'une capacité de 67 889 places. Le stade est sélectionné par l'Union des associations européennes de football pour accueillir l'Euro 2020 au même titre que douze autres stades européens ; le nouveau stade devrait accueillir trois matchs de poules et un huitième de finale.
Certaines rencontres de l'équipe nationale sont jouées dans d'autres stades. C'est généralement le cas pour des matchs amicaux ou des rencontres officielles face à des adversaires plus modestes. Ainsi, le stade Rudolf Illovszky (9 000 places), le stade d'Oláh Gábor utca à Debrecen, ETO Park à Győr ou encore le stade Sóstói à Székesfehérvár (14 300 places) ont accueilli la sélection nationale à diverses reprises.

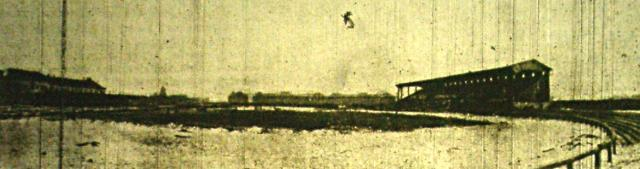
Le stade Üllői úti, ici photographié lors de son ouverture au public en 1911, accueille la plupart des matchs des Hongrois entre 1911 et 1953.
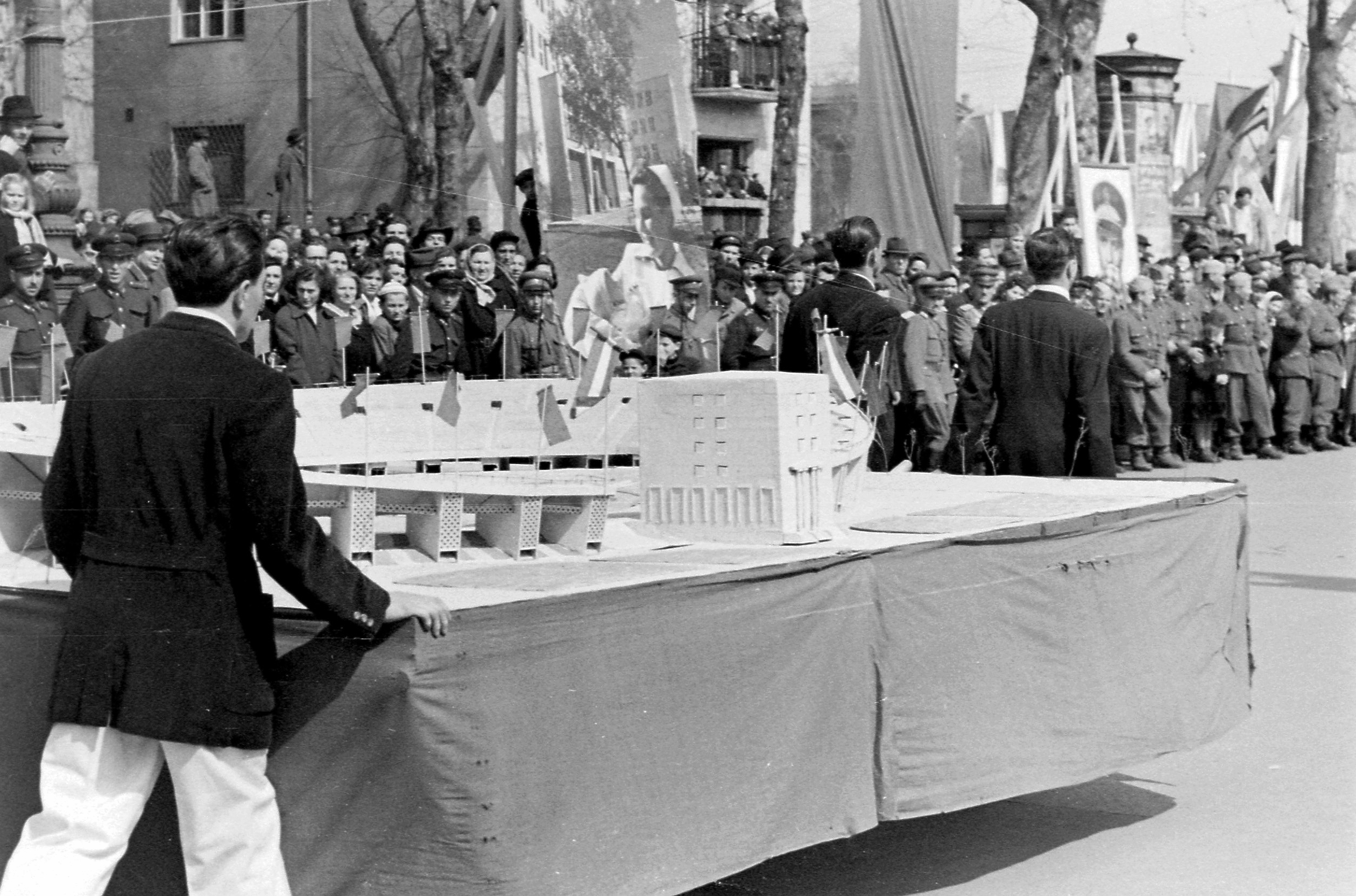
Maquette du Népstadion en 1952, un an avant son inauguration.
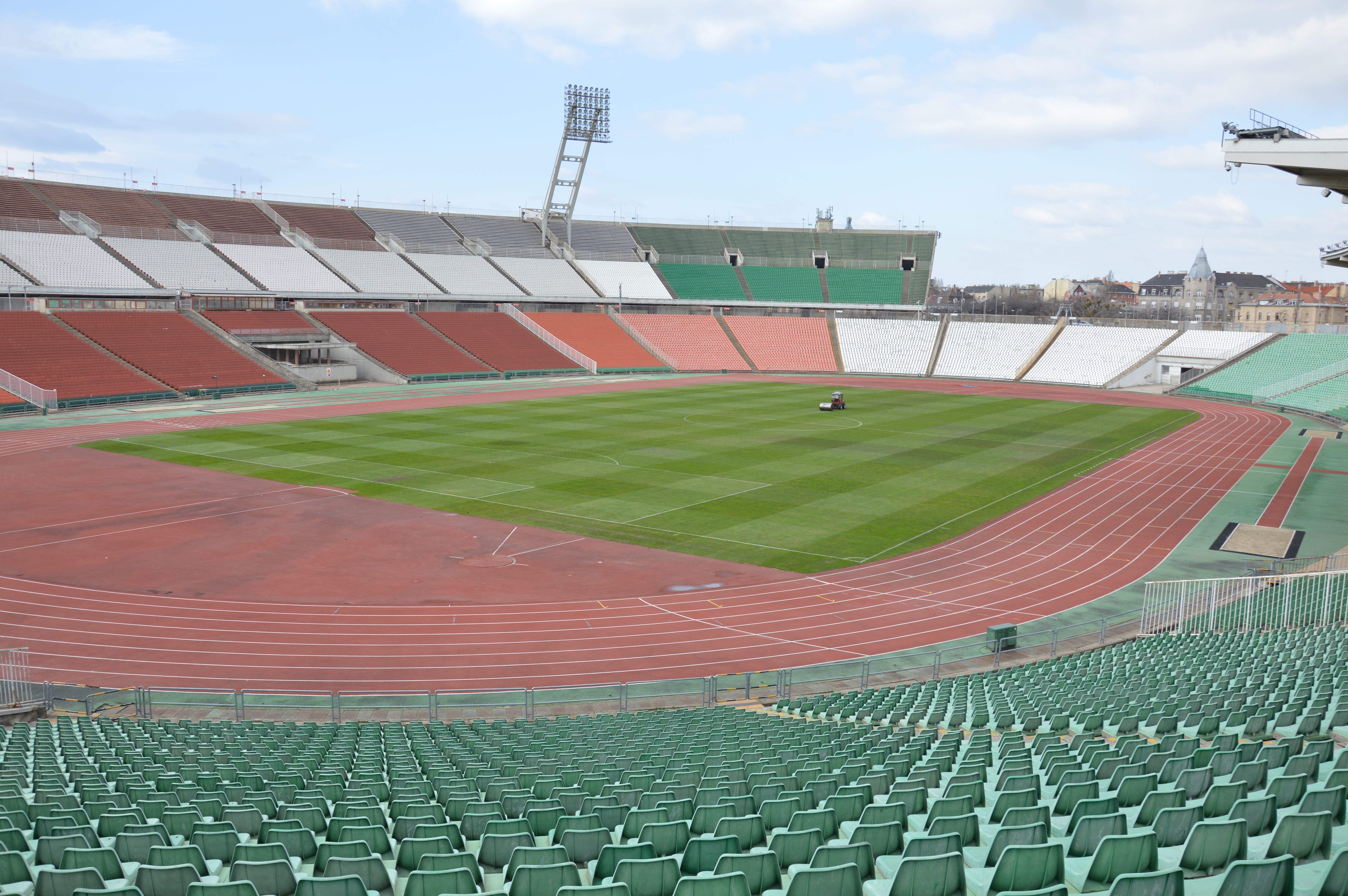
Le stade Ferenc-Puskás, anciennement nommé Népstadion, à Budapest.

## Résultats

### Palmarès
Le tableau suivant liste le palmarès de l'équipe de Hongrie de football dans les différentes compétitions internationales officielles.
Il se compose de quatre titres, trois obtenus lors des Jeux olympiques et un en Coupe internationale.
| Coupe du monde                                                   | Compétitions continentales | Jeux olympiques                                                                                              | Tournois amicaux                                                                                          |
| ---------------------------------------------------------------- | --- | --- | --- |
| - Coupe du monde (9 participations) : - Finaliste : 1938 et 1954 | - Championnat d'Europe (5 participations en phase finale) : - Demi-finaliste en 1964 (3e) et 1972 - Coupe internationale (5 participations) : - Vainqueur : 1953 - 2e place : 1960 - 3e place : 1932 et 1935 | - Jeux olympiques (9 participations) : - Vainqueur : 1952, 1964 et 1968 - Finaliste : 1972 - 3e place : 1960 | - Vainqueur de la Coupe des Balkans 1947 - Vainqueur de la Coupe Kirin 1993 - Vainqueur de la LG Cup 1998 |

### Parcours en Coupe du monde

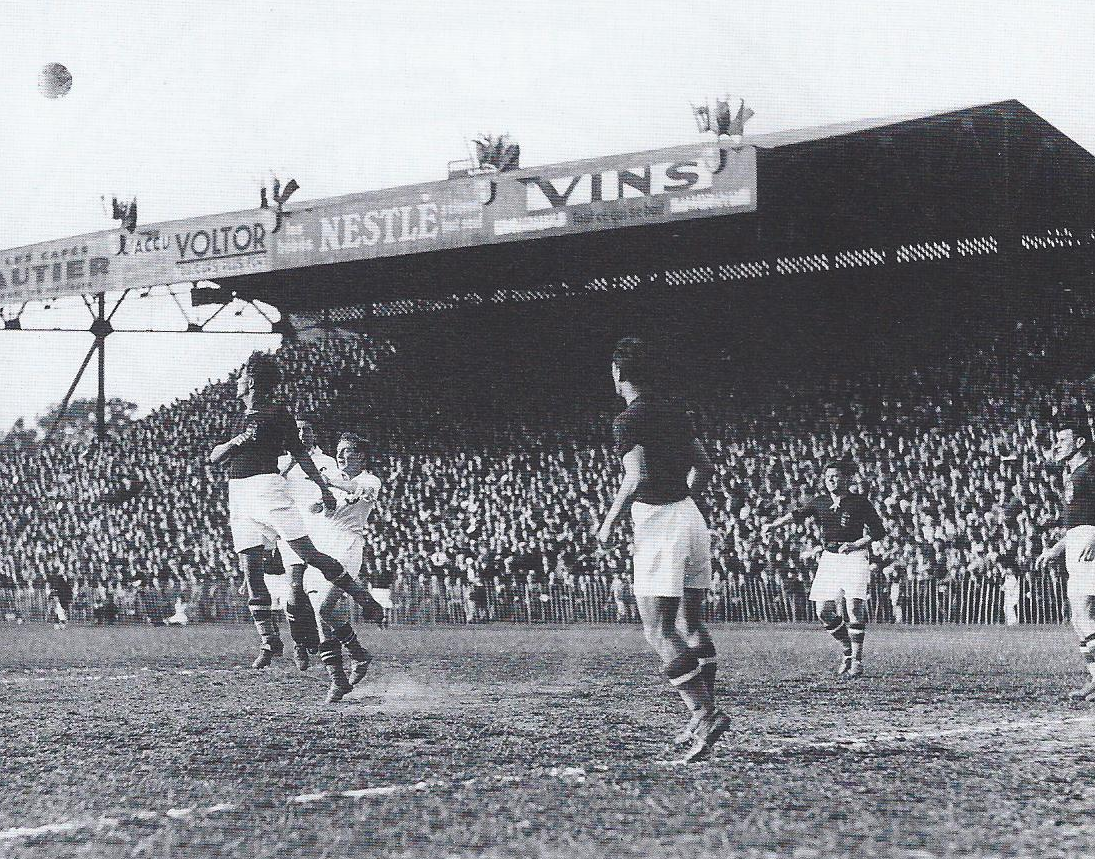
C'est lors de la Coupe du monde 1938 que la Hongrie décroche sa première finale dans la compétition.

En vingt-et une éditions, l'équipe hongroise s'est qualifiée à neuf reprises sur dix-neuf possibles pour la phase finale de la Coupe du monde (elle n'est pas inscrite à deux reprises). Elle dispute son premier match de qualification le 25 mars 1934 face à la Bulgarie. La Hongrie réalise sa meilleure performance en atteignant la finale mondiale à deux reprises, la première fois en 1938 face à l'Italie, tenante du titre et favorite à sa propre succession ; la seconde fois en 1954, contre l'Allemagne de l'Ouest, pourtant vaincue très largement (8-3) lors du premier tour de la compétition.
La sélection manque pour la première fois la qualification en 1970, après six campagnes successives couronnées par une présence en phase finale. L'histoire récente est beaucoup plus terne puisque la Hongrie n'est plus apparue en Coupe du monde depuis 1986, soit huit échecs consécutifs en phase éliminatoire.
| Année | Position        |      | Année         | Position |               | Année | Position |
| 1930  | Non inscrite    | 1974 | Non qualifiée | 2010     | Non qualifiée |       |          |
| 1934  | Quart de finale | 1978 | 1er tour      | 2014     | Non qualifiée |       |          |
| 1938  | Finaliste       | 1982 | 1er tour      | 2018     | Non qualifiée |       |          |
| 1950  | Non inscrite    | 1986 | 1er tour      | 2022     | Non qualifiée |       |          |
| 1954  | Finaliste       | 1990 | Non qualifiée | 2026     | À venir       |       |          |
| 1958  | 1er tour        | 1994 | Non qualifiée | 2030     | À venir       |       |          |
| 1962  | Quart de finale | 1998 | Non qualifiée | 2034     | À venir       |       |          |
| 1966  | Quart de finale | 2002 | Non qualifiée |          |               |       |          |
| 1970  | Non qualifiée   | 2006 | Non qualifiée |          |               |       |          |

### Parcours en Championnat d'Europe
La Hongrie n'a participé qu'à 5 reprises à la phase finale du Championnat d'Europe, sur 17 éditions. Elle dispute son premier match éliminatoire face à l'Union soviétique le 28 septembre 1958 à Moscou et se qualifie pour le dernier carré lors de sa deuxième tentative, en 1964, où elle réalise sa meilleure performance (troisième place). Huit ans plus tard en Belgique, elle atteint de nouveau la phase finale et échoue en demi-finale, encore une fois contre l'URSS. En 2016, quarante-quatre ans après leur dernier match en phase finale, les Hongrois parviennent à nouveau à se qualifier pour l'Euro en France lors duquel ils s'arrêtent en 1/8e de finale. En revanche, s'ils se qualifient pour la phase finale des 2 éditions suivantes, ils ne passent pas le 1er tour.
| Année | Position           |      | Année        | Position     |                    | Année | Position |
| 1960  | Huitième de finale | 1988 | Non qualifié | 2016         | Huitième de finale |       |          |
| 1964  | Demi-finale (3e)   | 1992 | Non qualifié | 2020         | 1er tour           |       |          |
| 1968  | Quart de finale    | 1996 | Non qualifié | 2024         | 1er tour           |       |          |
| 1972  | Demi-finale (4e)   | 2000 | Non qualifié | 2028         | À venir            |       |          |
| 1976  | Tour préliminaire  | 2004 | Non qualifié | 2032         | À venir            |       |          |
| 1980  | Non qualifié       | 2008 | Non qualifié |              |                    |       |          |
| 1984  | Non qualifié       |      | 2012         | Non qualifié |                    |       |          |

### Parcours en Ligue des nations
| Édition   | Ligue | Phase de Groupe | Phase de Groupe | Phase de Groupe | Phase de Groupe | Phase de Groupe | Phase de Groupe | Phase de Groupe | Phase finale | Phase finale  | Phase finale  | Phase finale  | Phase finale  | Phase finale  | Phase finale  | Phase finale  |
| Édition   | Ligue | Class.          | J               | G               | N               | P               | bp              | bc              | Pays hôte    | Résultat      | J             | G             | N             | P             | bp            | bc            |
| --------- | ----- | --------------- | --------------- | --------------- | --------------- | --------------- | --------------- | --------------- | ------------ | ------------- | ------------- | ------------- | ------------- | ------------- | ------------- | ------------- |
| 2018-2019 | C     | 2/4             | 6               | 3               | 1               | 2               | 9               | 6               | 2019         | Inéligible    | Inéligible    | Inéligible    | Inéligible    | Inéligible    | Inéligible    | Inéligible    |
| 2020-2021 | B     | 1/4             | 6               | 3               | 2               | 1               | 7               | 4               | 2021         | Inéligible    | Inéligible    | Inéligible    | Inéligible    | Inéligible    | Inéligible    | Inéligible    |
| 2022-2023 | A     | 2/4             | 6               | 3               | 1               | 2               | 9               | 5               | 2023         | Non qualifiée | Non qualifiée | Non qualifiée | Non qualifiée | Non qualifiée | Non qualifiée | Non qualifiée |
| 2024-2025 | A     | 3/4             | 6               | 1               | 3               | 2               | 4               | 11              | 2025         | À venir       | À venir       | À venir       | À venir       | À venir       | À venir       | À venir       |
| Total     | Total | Total           | 24              | 10              | 7               | 7               | 29              | 26              | Total        | Total         | 0             | 0             | 0             | 0             | 0             | 0             |

### Parcours auxJeux olympiques d'été

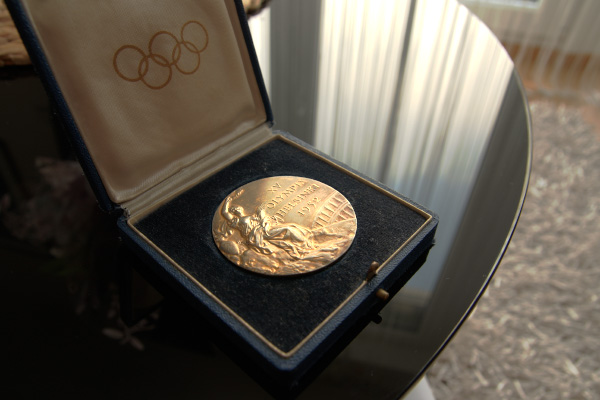
Médaille d'or obtenue par la sélection hongroise lors des Jeux olympiques de 1952 d'Helsinki.

L'équipe hongroise a participé neuf fois aux Jeux olympiques d'été. En 1999, la FIFA décide que les matchs de football disputés dans le cadre des Jeux olympiques à partir des Jeux olympiques de Rome de 1960 ne comptent pas comme sélections nationales en équipe A et à partir de 1992, les phases finales des Jeux olympiques sont disputés par les sélections des moins de 23 ans. La Hongrie a réussi sa meilleure performance en remportant la médaille d'or à trois reprises, la première fois en 1952 en disposant de la Yougoslavie en finale, la seconde à Tokyo en 1964 et la dernière en 1968 à Mexico. La Hongrie est également parvenue à ramener une médaille d'argent en 1972 en s'inclinant face à la Pologne en finale et une médaille de bronze en 1960.
| Année | Position           |      | Année        | Position    |                                  | Année | Position |
| 1908  | Non inscrite       | 1948 | Non inscrite | 1972        | Finaliste                        |       |          |
| 1912  | Quart de finale    | 1952 | Vainqueur    | 1976        | Non qualifiée                    |       |          |
| 1920  | Non inscrite       | 1956 | Non inscrite | 1980        | Non qualifiée                    |       |          |
| 1924  | Huitième de finale | 1960 | 3e           | 1984        | Non qualifiée                    |       |          |
| 1928  | Non participant    | 1964 | Vainqueur    | 1988        | Non qualifiée                    |       |          |
| 1936  | Huitième de finale | 1968 | Vainqueur    | Depuis 1992 | Compétition disputée par les U23 |       |          |

### Parcours en compétitions amicales
La sélection hongroise participe aux six éditions de la Coupe internationale européenne, lancée en 1927 et dont la dernière édition s'achève en 1960, au moment où la Coupe d'Europe des nations est disputée pour la première fois. Le tournoi oppose la Hongrie à ses voisines : l'Italie, vainqueur en 1930 et 1935, l'Autriche, vainqueur en 1932, la Tchécoslovaquie, vainqueur en 1960, la Suisse, et la Yougoslavie lors de sa dernière édition.
En 1947 puis en 1948, elle participe à la Coupe des Balkans, qui oppose traditionnellement la Yougoslavie, la Roumanie, la Bulgarie ainsi que des nations voisines, mais qui ces fois-là est étendue à l'Europe centrale. Vainqueur en 1947, la Hongrie domine l'édition 1948, mais le tournoi reste inachevé.
En 1993, la Hongrie participe à la Coupe Kirin, une compétition amicale entre trois équipes : opposée aux États-Unis et au Japon, la Hongre s'impose avec une victoire et un match nul.
En avril 1998, la Hongrie participe à la LG Cup, tournoi amical se déroulant dans des pays musulmans, qu'elle remporte après avoir dominé l'Iran puis la Macédoine.
| Année                                | Class.  | M  | V  | N  | D  | bp  | bc  |
| ------------------------------------ | ------- | -- | -- | -- | -- | --- | --- |
| 1927-1930                            | 4e      | 8  | 4  | 1  | 3  | 20  | 23  |
| 1931-1932                            | 3e      | 8  | 2  | 4  | 2  | 17  | 15  |
| 1933-1935                            | 3e      | 8  | 3  | 3  | 2  | 17  | 16  |
| 1936-1938 (Compétition non terminée) | -       | 7  | 5  | 0  | 2  | 24  | 15  |
| 1948-1953                            | 1er     | 8  | 5  | 1  | 2  | 27  | 17  |
| 1955-1960                            | 2e      | 10 | 6  | 3  | 1  | 34  | 16  |
| Total                                | 1 titre | 49 | 25 | 12 | 12 | 139 | 102 |

| Année                           | Class.     | M          | V          | N          | D          | bp         | bc         |
| ------------------------------- | ---------- | ---------- | ---------- | ---------- | ---------- | ---------- | ---------- |
| 1929 à 1946                     | Non invité | Non invité | Non invité | Non invité | Non invité | Non invité | Non invité |
| 1947                            | 1er        | 4          | 4          | 0          | 0          | 18         | 2          |
| 1948 (Compétition non terminée) | -          | 6          | 4          | 1          | 1          | 22         | 5          |
| 1973 à 1980                     | Non invité | Non invité | Non invité | Non invité | Non invité | Non invité | Non invité |
| Total                           | 1 titre    | 10         | 8          | 1          | 1          | 40         | 7          |

| Année       | Class.     | M          | V          | N          | D          | bp         | bc         |
| ----------- | ---------- | ---------- | ---------- | ---------- | ---------- | ---------- | ---------- |
| 1978-1992   | Non invité | Non invité | Non invité | Non invité | Non invité | Non invité | Non invité |
| 1993        | 1er        | 3          | 1          | 1          | 0          | 1          | 0          |
| Depuis 1994 | Non invité | Non invité | Non invité | Non invité | Non invité | Non invité | Non invité |
| Total       | 1 titre    | 3          | 1          | 1          | 0          | 1          | 0          |

| Année     | Position   |
| --------- | ---------- |
| 1997      | Non invité |
| 1998      | Vainqueur  |
| 1999-2006 | Non invité |
| Total     | 1 titre    |

## Statistiques

### Nations rencontrées
La sélection hongroise, grâce à ses neuf participations en Coupe du monde et de nombreux matchs amicaux joués à travers le monde, a rencontré plus de 82 autres équipes nationales. Elle a joué sur tous les continents : en Afrique (dès 1932 au Caire contre les Pharaons), en Océanie (lors de deux rencontres amicales gagnées face à la Nouvelle-Zélande en septembre 1982), en Asie (pour les Jeux olympiques 1964 et la Coupe Kirin 1993 remportée au Japon), et en Amérique avec, outre des tournées amicales, trois Coupes du monde disputées sur le continent américain (Chili 1962, Argentine 1978 et Mexique 1986) et le tournoi olympique de Mexico en 1968.
Si elle a affronté la quasi-totalité des nations européennes (en dehors de Gibraltar) et sud-américaines (à l'exception du Venezuela et l'Équateur), les rencontres contre des sélections africaines sont beaucoup plus rares : seulement 9, dont six face à l'Égypte. Elle n'a également rencontré que 6 nations de la zone Amérique du Nord-centrale-Caraïbes : le Canada (la première fois à la Coupe du monde 1986 puis lors d'une rencontre amicale en 2006), le Mexique, les États-Unis, le Salvador (dont la victoire record 10-1 au premier tour du Mondial 1982), Antigua-et-Barbuda et le Costa Rica lors d'un match amical en 2017.
Les Magyars peinent depuis quelques années à remporter des succès face aux plus grandes nations mondiales. Elle a néanmoins réussi quelques performances, le plus souvent à l'occasion de matchs amicaux : deux victoires, contre l'Allemagne en 2004 et l'Italie en 2007. En compétition officielle, elle a récemment battu à domicile la Croatie finaliste du Mondial 2018 (2-1) lors des éliminatoires de l'Euro 2021 ainsi que l'Angleterre à deux reprises à l'occasion de la Ligue des nations 2022-2023, à l'aller (1-0 à domicile) comme au retour (4-0 à l'extérieur) et l'Allemagne (1-0 à l'extérieur), également dans le cadre de la Ligue des nations 2022-2023.

### Adversaires les plus fréquents
L'équipe hongroise a joué au moins 22 matchs officiellement comptabilisés par la FIFA contre 15 équipes, toutes européennes. Elle a un bilan positif contre 9 d'entre elles. La participation régulière de la Hongrie à la Coupe internationale et les liens étroits avec les autres nations du Bloc de l'Est ont favorisé la multiplication des rencontres face à la Tchécoslovaquie, l'URSS, la Pologne ou la Yougoslavie.
L'adversaire le plus fréquent de la Hongrie est l'Autriche, affrontée à 138 reprises depuis 1902. Si les deux nations se sont beaucoup affrontées en amical (113 matchs depuis le premier, disputé en 1902 plus 12 rencontres dans le cadre de la Coupe internationale), elles se sont également rencontrées en Coupe du monde (quart de finale de l'édition 1934 remportée par la Wunderteam plus trois campagnes de qualification où les deux sélections sont dans le même groupe), lors de l'Euro (phase de poules de l'Euro 2016 plus phase de groupes préliminaire de l'Euro 1976) et lors des Jeux olympiques de 1912, en finale de consolation (pour la cinquième place).
| Adversaire                              | Joués | Victoires | Matchs nuls | Défaites | Buts pour | Buts contre | Différence |
| --------------------------------------- | ----- | --------- | ----------- | -------- | --------- | ----------- | ---------- |
| Autriche                                | 138   | 68        | 30          | 40       | 301       | 252         | +49        |
| Suisse                                  | 47    | 30        | 5           | 12       | 132       | 69          | +63        |
| Bohême-Moravie Tchécoslovaquie Tchéquie | 46    | 22        | 14          | 10       | 105       | 76          | +29        |
| Suède                                   | 44    | 16        | 10          | 18       | 79        | 79          | 0          |
| Allemagne                               | 40    | 12        | 13          | 15       | 69        | 82          | -13        |
| Italie                                  | 35    | 8         | 9           | 18       | 54        | 67          | -13        |
| Pologne                                 | 34    | 21        | 5           | 8        | 92        | 43          | +49        |
| Yougoslavie RF Yougoslavie Serbie       | 34    | 16        | 10          | 8        | 59        | 52          | +7         |
| Union soviétique Russie                 | 28    | 5         | 8           | 15       | 36        | 49          | -13        |
| Norvège                                 | 27    | 17        | 5           | 5        | 47        | 22          | +25        |
| Angleterre                              | 26    | 7         | 3           | 16       | 36        | 61          | -25        |
| Roumanie                                | 24    | 10        | 8           | 6        | 46        | 28          | +18        |
| Bulgarie                                | 23    | 13        | 6           | 4        | 60        | 25          | +35        |
| France                                  | 23    | 12        | 3           | 8        | 48        | 32          | +16        |
| Grèce                                   | 22    | 6         | 6           | 10       | 37        | 33          | +4         |

### Classement FIFA
La Hongrie a connu son meilleur classement FIFA en avril 2016 et en mai 2016 en atteignant la 18e place. Son plus mauvais classement est une 87e place en juillet 1996. Au niveau européen, le classement varie entre la 11e place (avril 2016 et mai 2016) et la 38e place (juillet 1996).
| Année               | 1993 | 1994 | 1995 | 1996 | 1997 | 1998 | 1999 | 2000 | 2001 | 2002 | 2003 | 2004 | 2005 | 2006 | 2007 | 2008 | 2009 | 2010 | 2011 | 2012 | 2013 | 2014 | 2015 | 2016 | 2017 | 2018 | 2019 | 2020 | 2021 | 2022 | 2023 | 2024 |
| ------------------- | ---- | ---- | ---- | ---- | ---- | ---- | ---- | ---- | ---- | ---- | ---- | ---- | ---- | ---- | ---- | ---- | ---- | ---- | ---- | ---- | ---- | ---- | ---- | ---- | ---- | ---- | ---- | ---- | ---- | ---- | ---- | ---- |
| Classement mondial  | 50   | 61   | 62   | 75   | 77   | 46   | 45   | 47   | 66   | 56   | 72   | 64   | 74   | 62   | 50   | 47   | 54   | 42   | 37   | 32   | 44   | 45   | 20   | 26   | 53   | 51   | 52   | 40   | 39   | 36   | 27   | 30   |
| Classement européen | -    | -    | -    | -    | -    | -    | -    | 27   | 32   | 30   | 35   | 28   | 35   | 31   | 28   | 25   | 29   | 24   | 21   | 19   | 24   | 27   | 13   | -    | -    |      | 29   | 22   | 22   | 18   | 15   | 17   |

| Légende du classement mondial :  | de 1 à 40 | de 41 à 70 | de 71 à 100 |
| Légende du classement européen : | de 1 à 20 | de 21 à 34 | de 35 à 50  |

### Records
Le premier match de l'histoire de la sélection, joué face à l'Autriche le 12 octobre 1902, est le premier match de football de l'histoire qui oppose deux nations européennes non-britanniques,,,,.
La Hongrie a été par deux fois meilleure attaque de la Coupe du monde de football : en 1938, avec 15 buts, et en 1954 avec 27 buts. Les 27 buts inscrits par le Onze d'or lors de la Coupe du monde 1954 restent le record de buts inscrits par une équipe lors d'une phase finale. La différence de buts (+14) et le nombre de buts inscrits à l'issue d'un premier tour (17) n'ont jamais été approchés depuis.
Le succès 10-1 des Hongrois face au Salvador constitue le record de buts marqués par une équipe lors d'un match de Coupe du monde. Ce record bat ainsi le précédent record établi par la même sélection contre la Corée du Sud en 1954. Lors de cette même rencontre, le triplé marqué par László Kiss en seulement sept minutes est actuellement le coup du chapeau le plus rapide de l'histoire de la Coupe du monde, mais aussi le seul inscrit par un remplaçant.
Avec 87 buts inscrits en 32 matchs de phase finale de Coupe du monde, la sélection hongroise possède la moyenne de buts record de 2,72 buts par rencontres. la sélection possède aussi un record de 30 match sans défaite
La Hongrie, triple médaille d'or olympique de football en 1952, 1964 et 1968, est toujours la nation la plus titrée des Jeux olympiques, devant la Grande-Bretagne, l'Uruguay, l'Union soviétique et l'Argentine, vainqueurs à deux reprises.
Au niveau individuel, c'est l'attaquant Balázs Dzsudzsák avec 109 capes, qui détient le record d'apparitions sous le maillot hongrois et qui est également le joueur en activité le plus expérimenté, devant Gábor Király qui compte 108 sélections. Ferenc Puskás, avec un total de 84 buts en 85 sélections, reste le meilleur buteur de l'histoire de l'équipe nationale.
Flórián Albert est le plus jeune joueur ayant été sélectionné par la Hongrie, à l'âge de 17 ans et 285 jours, en 1959. Le gardien de but Gábor Király est le plus vieux joueur de la sélection (toujours en activité) avec sa dernière sélection en 2015, à 38 ans et 362 jours.
La plus grande affluence d'un match de la sélection hongroise est enregistrée en 1954 contre l'Écosse en amical avec 113 146 spectateurs. À domicile, la plus grande affluence est enregistrée au Népstadion en 1956 lors d'un match contre la Yougoslavie, avec 110 000 spectateurs.

## Image et identité

### Le «mythe du Onze d'or hongrois»

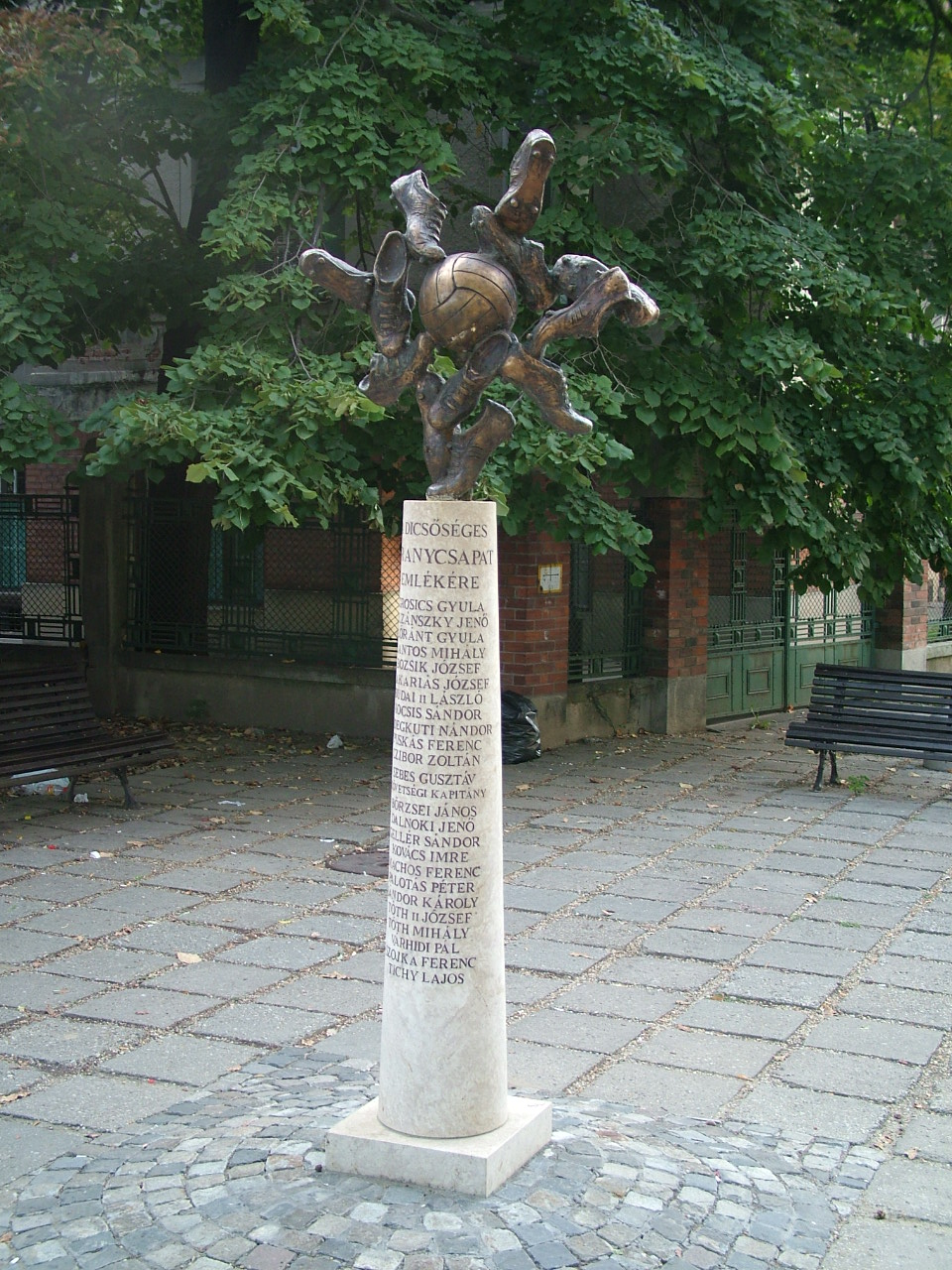
Sculpture dédiée au Onze d'or.

N'ayant perdu qu'un match sur quarante-huit entre le 14 mai 1950 et le 19 février 1956, l'équipe de Hongrie de cette période est souvent associée à un « mythe ». Cette image découle des qualités techniques révolutionnaires de cette équipe, ainsi que de sa fin malheureuse, conséquences d'une défaite en finale de la Coupe du monde 1954 jugée « profondément injuste » par l'opinion publique internationale, mais également d'un contexte politique tendu, la disparition du Onze d'or étant intimement liée aux évènements de 1956 en Hongrie, même si des signes de faiblesse pouvaient déjà être observés avant l'insurrection.
Le réalisateur suisse Jean-Christophe Rosé résume ainsi l'origine de la mythologie entourant cette équipe de Hongrie : « Parce qu'il s'agit peut-être de la meilleure de tous les temps et qu'elle ne gagnera jamais la Coupe du monde ». De plus, le niveau très inférieur de l'équipe actuelle contribue à renforcer l'image « mythique » de l'équipe des années 1950.

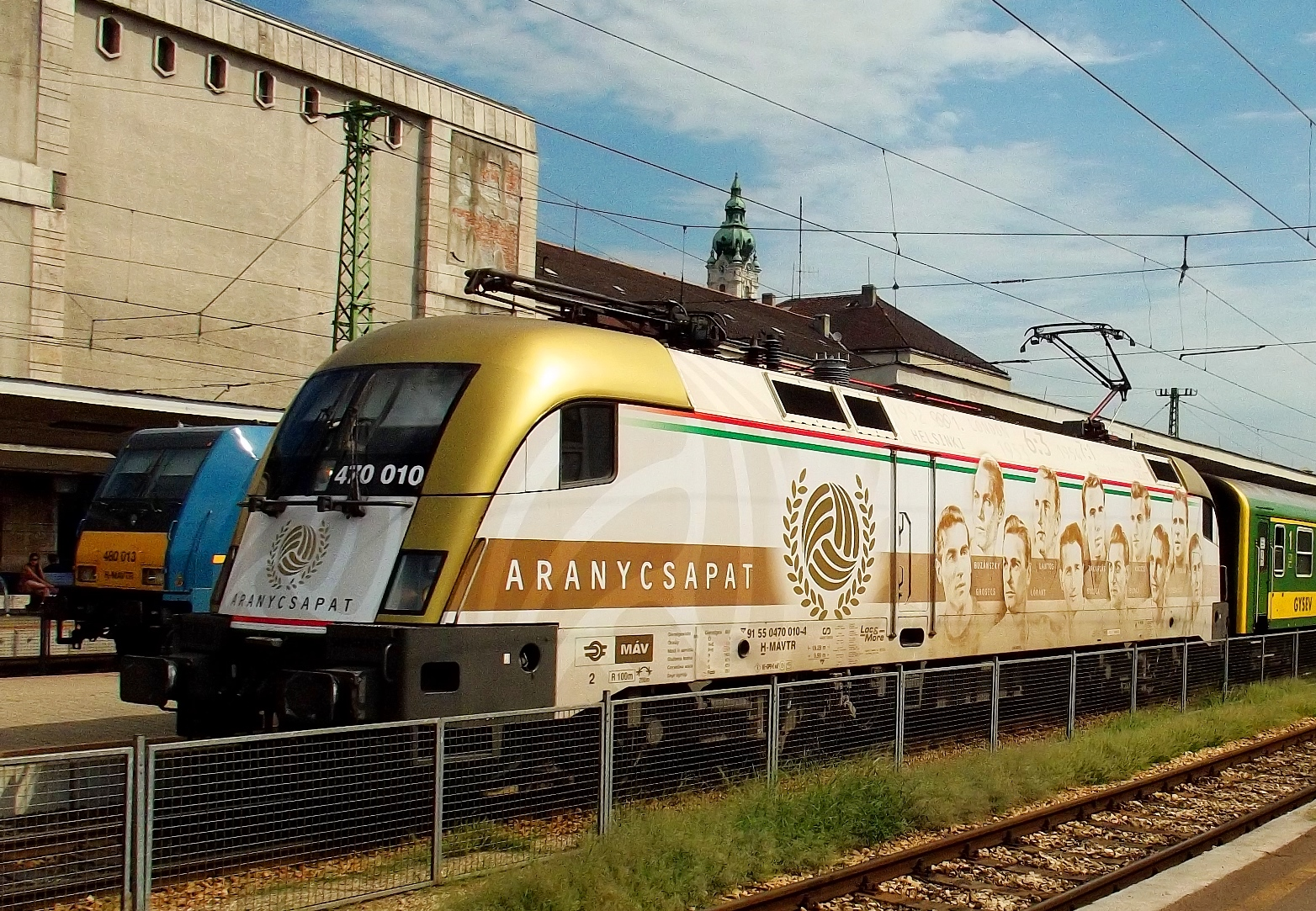
Train commémorant lAranycsapat, le Onze d'Or.

Le film allemand « Le Miracle de Berne » traite de la Coupe du monde 1954. Si le film est centré sur le parcours de l'équipe de l'Allemagne de l'Ouest, en pleine reconstruction après la Seconde Guerre mondiale, le film évoque également les matchs contre la sélection hongroise. La défaite 8 à 3 des Ouest-Allemands face aux Hongrois plongent les supporters et les joueurs dans le pessimisme et la colère. Selon le film, lors de la finale, les Allemands bénéficient d'un avantage à propos du terrain. En effet, avant le match, il avait beaucoup plu et le terrain était difficilement praticable. Mais, aidés par leurs crampons en bois vissés sous leurs chaussures Adidas, ils remportent la Coupe du monde, au détriment de la Hongrie.
La mythologie de l'équipe hongroise des années 1950 s'est en partie cristallisée autour du nom du joueur Ferenc Puskás, qui est entre autres honoré par de nombreuses rues, par une station de métro et un stade à son nom, et par une statue dans le troisième arrondissement de Budapest. La personnalité marquée des autres joueurs, comme Grosics, Hidegkuti ou Czibor, a également contribué au rayonnement posthume de l'équipe de 1954. La compagnie de chemin de fer hongroise a également honoré le Onze d'Or en 2011 en redécorant une série de locomotives Taurus avec une teinte dorée et les portraits des joueurs.

### Aspects socio-économiques
Les débuts du football en Hongrie sont assez controversés : une certaine partie de la population est contre ce sport, considéré comme violent. Ainsi, un journal de Budapest tente de discréditer le football en annonçant la mort de 74 joueurs ces trois dernières années[Lesquelles ?] en Angleterre et déclare pour finir qu'il ne faut pas que le football prenne place en Hongrie. Malgré cela, le football continue son implantation dans le pays. Selon certains observateurs[Lesquels ?], ce combat contre le football montrait déjà une grande popularité de ce sport chez les classes populaires et moyennes.
Alors que le football est en plein développement dans le pays, avec des générations prometteuses de joueurs, venant notamment de la capitale, le succès de l'équipe nationale grandit dans les années 1930 avec les résultats hongrois lors des premières Coupes du monde. Toutefois, peu après la finale de 1938, la solidarité hongroise et l'amour du peuple pour son équipe nationale diminue, avec la montée du nazisme, créant des séparations au sein du pays.
Après la Seconde Guerre mondiale, la Hongrie passe sous régime communiste. Si certaines pratiques du gouvernement sont peu démocratiques, les résultats de la Hongrie dans les années 1950 unissent le pays, tandis que le Bloc de l'Est peut ainsi diffuser une meilleure image du communisme. À cette époque, les matchs diffusés à la télévision sont très rares. En 1954, des matchs sont diffusés pour la première fois de l'histoire de la Coupe du monde. La finale est diffusée à la télévision et aussi à la radio. Certains observateurs politiques et sportifs vont même à dire que ce sont les mauvais résultats de la Hongrie en 1956, conjugués au limogeage de l'entraîneur mythique de cette période, Gusztáv Sebes, qui provoquent la colère du peuple hongrois, et donc de l'insurrection de Budapest de 1956.
Même si les résultats de la Hongrie sont inférieurs à ceux de l'époque du onze d'or hongrois, le parti au pouvoir utilise toujours l'équipe nationale comme un moyen de propagande. Et, si la majeure partie de la population hongroise suit avec attention l'équipe nationale de football, des clubs comme le MTK Budapest ou le Ferencváros TC suscitent particulièrement l'intérêt, en raison de leurs bons résultats, au niveau national et international.
Dans les années 1970, le niveau de la sélection décline et l'engouement populaire engendré par la sélection va dans son sens. Avec le faible niveau de la sélection nationale, la population hongroise est bien moins impliquée dans le football hongrois. Alors que le football devient un enjeu économique, la Hongrie ne suit pas le mouvement et reste un peu en retrait de ses voisins européens. Aujourd'hui, même si les matchs de la sélection hongroise sont peu médiatisés, au regard de ses modestes performances, ils sont diffusés par Sky Sports Hongrie.

### Style de jeu
Avant la Seconde Guerre mondiale, le jeu des équipes issues de l'ancien Empire austro-hongrois est très technique. Pour l'équipe de Hongrie, on parle de football « savant »,.
À l'époque du Onze d'Or hongrois, l'équipe pratique une ébauche de ce qui sera nommé plus tard « football total », mais l'entraîneur de l'époque Gusztáv Sebes préfère parler de « football communiste », afin de mettre en valeur le régime politique de la Hongrie. Ainsi, lors des attaques, tous les joueurs prennent part au jeu offensif, tandis que lors des attaques adverses, tous les joueurs se regroupent en défense. La réputation et l'importance de l'équipe de Hongrie de cette époque est fortement liée aux tactiques originales choisies par Sebes, telles les anticipations du gardien de but, ou le choix d'un dispositif en « 4-2-4 ». C'est cette liberté rendue aux joueurs, par rapport au dispositif en « WM » qui demande une rigueur et une répartition précise des rôles sur le terrain, qui est mise en avant pour expliquer notamment les victoires retentissantes contre l'Angleterre en 1953 et 1954. En effet, Sebes révolutionne les habitudes de l'époque puisqu'il inverse complètement les fonctions et les positions de l'avant centre (portant traditionnellement le numéro 9) et des inters (numéros 8 et 10), le numéro 9 se retirant du front de l'attaque au profit des numéros 8 et 10. Pour élaborer son système, on considère que Sebes s'est inspiré d'un stratagème, qu'il rationalise, déjà entrevu par l'équipe de Tchécoslovaquie avant la guerre ainsi que par celle du Brésil en ce début des années 1950. Ce nouveau positionnement entraîne également l'utilisation d'une nouvelle technique de marquage, la défense de zone rendant « initiative, liberté et esprit de solidarité aux quatre défenseurs ». Le joueur anglais Tom Finney évoque des « joueurs exceptionnels et un schéma de jeu totalement inédit ». L'équipe de France s'inspire largement de la configuration hongroise de 1954 lors de sa participation à Coupe du monde 1958 et rencontre un certain succès en finissant troisième — son meilleur résultat jusque-là — et son buteur Just Fontaine, à la place de Ferenc Puskás dans la configuration du Onze d'or, y marque treize buts, ce qui constitue encore aujourd'hui le record de buts marqués en une seule Coupe du monde. De même l'équipe brésilienne qui remporte cette Coupe du monde s'inspire également des innovations hongroises en termes de stratégie, copiant aussi le 4-2-4 de Sebes, tout en l'adaptant.
Dans les années 1960, la Hongrie conserve un jeu tourné vers l'avant, très offensif, caractérisé par des passes courtes et rapides. L'attaquant Flórián Albert constitue un pilier de cette équipe : mobile et rapide, son jeu complique le travail de défense des équipes adverses. La stratégie des années 1960 atteint son acmé lors du match Brésil - Hongrie du 15 juillet 1966, considéré comme l'un des « plus beaux » de l'histoire.
Au fil du temps, la Hongrie, comme beaucoup d'autres sélections de la région, voit son style national se perdre, pour se fondre dans une standardisation du football européen.

### Rivalités

#### Rivalité avec l'Autriche

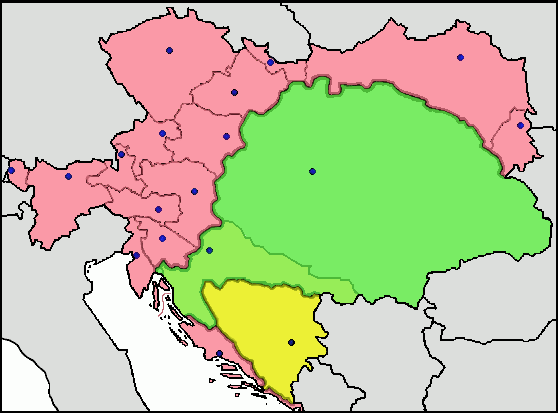
L'Autriche-Hongrie, existant de 1867 à 1918, avec trois subdivisions principales :
« Cisleithanie » (Autriche)
« Transleithanie » (Hongrie et Croatie-Slavonie)
Bosnie-Herzégovine

L'appartenance des deux nations à la double monarchie d'Autriche-Hongrie, au moment de la création des deux sélections, explique les liens très étroits qui existent entre elles. La rencontre face à l'Autriche disputée en 1902 est la première pour les deux équipes et les années suivantes vont voir une multiplication des rencontres, majoritairement amicales. Avec plus de 130 rencontres, Hongrie-Autriche est la seconde opposition mondiale en termes de matchs, derrière Uruguay-Argentine. Le match à l'enjeu le plus important entre les deux équipes a eu lieu en 1934, lors du quart de finale de la Coupe du monde, remporté par les Autrichiens. Si les rencontres étaient nombreuses avant la Seconde Guerre mondiale (82 entre 1902 et 1937), elles deviennent beaucoup moins fréquentes au fur et à mesure des années puisqu'il n'y en a eu que huit depuis 1990. La dernière rencontre officielle date de juin 2016, lorsque les deux équipes sont engagées dans le groupe F de l'Euro 2016, un match remporté 2-0 par les Hongrois.

#### Rivalité avec la Roumanie

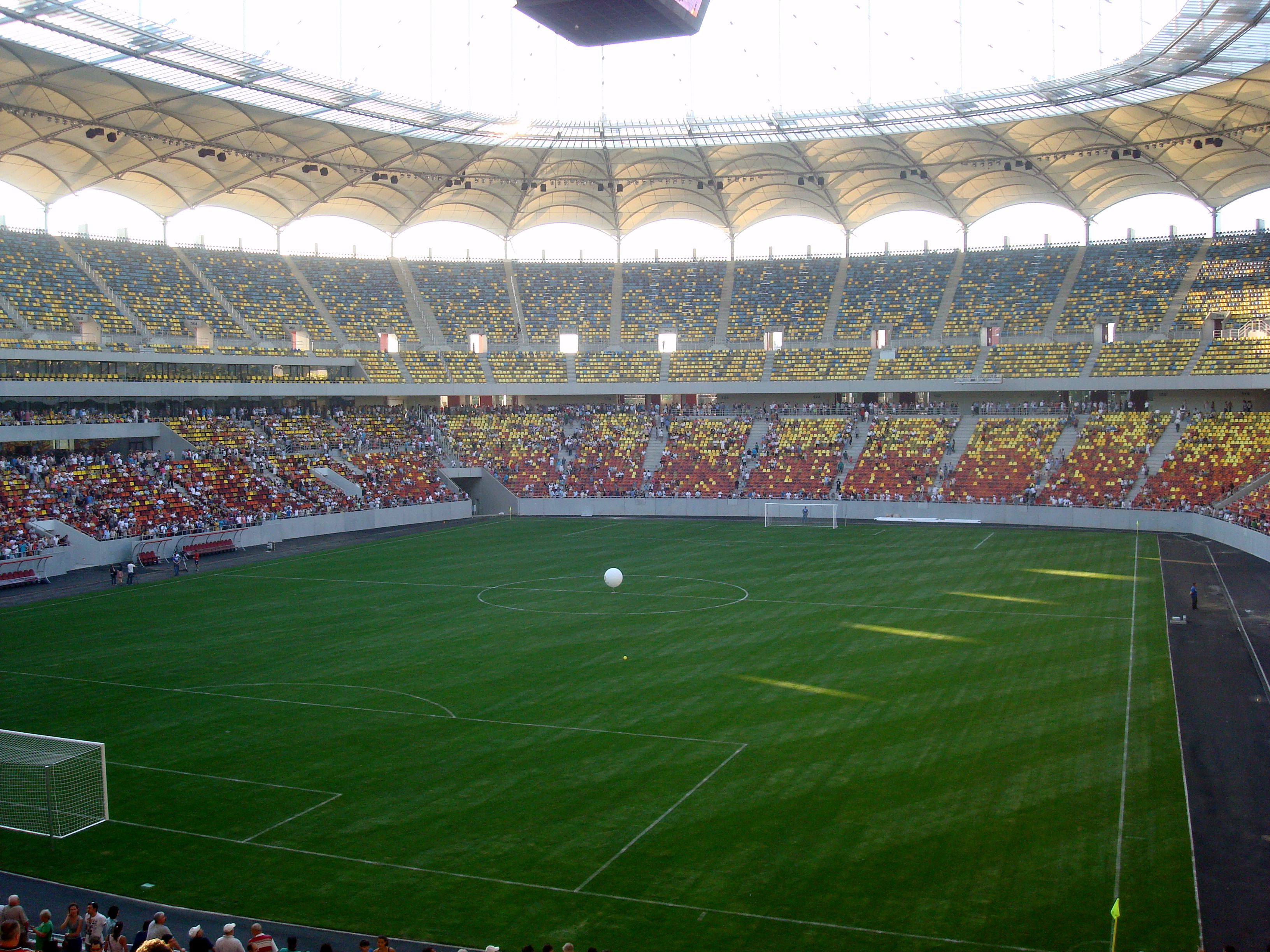
L'Arena Națională, théâtre du houleux Roumanie-Hongrie d'octobre 2014.

Hongrois et Roumains se sont rencontrés lors de plus de trente matchs depuis leur première rencontre, jouée le 4 octobre 1936. Les deux sélections se sont souvent affrontées au fil des campagnes de qualifications pour l'Euro (7 matchs lors des campagnes 1972, 2000 et 2016) ou la Coupe du monde (6 matchs lors des campagnes 1982, 2002 et 2014). C'est notamment en disposant des Roumains en quart de finale que la sélection hongroise s'est qualifiée pour la phase finale de l'Euro 1972. Ils se sont également rencontrés en quart de finale du tournoi olympique 1964, finalement remporté par les Magyars. La rivalité entre les deux nations a des origines historiques avec les conséquences du traité de Trianon, qui voit la Hongrie céder à la Roumanie la région de Transylvanie à la fin de la Première Guerre mondiale, sans que la population ne soit déplacée.
Iuliu Baratky est l'un des rares joueurs à avoir porté le maillot des deux sélections. Il joue d'abord neuf matchs pour la Hongrie de 1930 à 1933 puis, profitant de sa double-nationalité, décide de changer de nationalité sportive et dispute 20 matchs avec la Roumanie de 1933 à 1940. La carrière internationale de Baratky s'arrête avec la Seconde Guerre mondiale, le Mouvement Légionnaire au pouvoir en Roumanie le menaçant de mort à cause de ses origines hongroises.
Ce n'est que lors des campagnes de qualifications pour la Coupe du monde 2014 puis de l'Euro 2016 que des tensions extra-sportives, surtout dans les tribunes ou les abords de stades, ont fait leur apparition, chaque camp revendiquant de façon plus ou moins virulente la Transylvanie. Ainsi, la rencontre d'octobre 2014, achevée sur le score de 1-1 à Bucarest, a vu un déferlement de violences, autant sur le terrain (12 cartons jaunes distribués par l'arbitre) qu'en dehors, avec des fumigènes, des incendies de sièges par des supporters hongrois et la réponse de la police roumaine avec l'utilisation de gaz lacrymogènes pour calmer la foule.

### Tenue, emblème et symboles

Les armoiries de la Hongrie figurent sur le maillot de l'équipe nationale.

Au cours des années 1950, l'équipe de Hongrie était surnommée Les Magyars Magiques. Elle est également appelée pendant cette même période Aranycsapat en hongrois, ce qui signifie Onze d'or hongrois. Après l'éparpillement du Onze d'or, le niveau de la Hongrie décline et la sélection perd sa « magie », et donc, ses surnoms.
L'hymne national Himnusz, lorsqu'il est joué, est jugé « mélancolique » par l'ensemble des observateurs, et pourrait provoquer un effet mélancolique sur les joueurs pour le match. Les armoiries de la Hongrie, au contraire de nombreuses autres sélections, figurent sur le maillot de la sélection nationale, au niveau du cœur.
La Hongrie évolue principalement à domicile avec un maillot rouge et blanc et des chaussettes vertes. L'équipe porte un maillot rouge, blanc et vert pour les matchs à l'extérieur. Ces couleurs sont celles du drapeau hongrois. L'équipementier de la sélection nationale est en 2015 Adidas.